# Liste de jeux édités par Take-Two Interactive
Take-Two Interactive (stylisé Take 2), est une entreprise américaine de développement, d'édition et de distribution de jeux vidéo. La société est divisée en différents labels d'éditions en fonction du type de jeux et/ou du public visé (Rockstar Games, 2K Games, 2K Sports, 2K Play).
Le siège de la société se trouve à New York et son siège international à Windsor, au Royaume-Uni. Leurs studios de développement sont situés dans différentes villes, telles San Diego, Vancouver ou encore Toronto. La société possède de nombreuses franchises de jeux très connues, comme les séries Grand Theft Auto, Midnight Club, et plus récemment Bioshock et Borderlands. En tant que propriétaire de 2K Games, la firme publie ses jeux de sport sous le label 2K Sports.

## Liste des jeux
| Titre                                                    | Système                           | Date de parution   | Développeur(s)                         | Éditeur                 | Réf.    |
| -------------------------------------------------------- | --------------------------------- | ------------------ | -------------------------------------- | ----------------------- | ------- |
| Star Crusader                                            | DOS                               | 1er septembre 1993 | Take-Two Interactive                   | Take 2                  | [ 1 ]   |
| Star Crusader                                            | Amiga                             | 1er septembre 1993 | Take-Two Interactive                   | Take 2                  | [ 2 ]   |
| Hell: A Cyberpunk Thriller                               | 3DO                               | 31 décembre 1994   | GameTek                                | Take 2                  | [ 3 ]   |
| Hell: A Cyberpunk Thriller                               | DOS                               | 31 décembre 1994   | GameTek                                | Take 2                  | [ 4 ]   |
| Hell: A Cyberpunk Thriller                               | Mac                               | 31 décembre 1994   | GameTek                                | Take 2                  | [ 1 ]   |
| Bureau 13                                                | DOS                               | 1er février 1995   | GameTek                                | Take 2                  | [ 1 ]   |
| Millennia: Altered Destinies                             | DOS                               | 1er septembre 1995 | Take-Two Interactive                   | Take 2                  | [ 1 ]   |
| Maximum Roadkill                                         | DOS                               | 1er février 1996   | Bits Studios                           | Take 2                  | [ 1 ]   |
| Ripper                                                   | DOS                               | 1er février 1996   | Take-Two Interactive                   | Take 2                  | [ 1 ]   |
| Ripper                                                   | Mac                               | 1er février 1996   | Take-Two Interactive                   | Take 2                  | [ 1 ]   |
| Battlecruiser 3000AD                                     | DOS                               | 1er octobre 1996   | 3000AD                                 | Take 2                  | [ 1 ]   |
| Advanced Dungeons and Dragons: Iron and Blood            | DOS                               | 31 octobre 1996    | Acclaim Entertainment                  | Take 2                  | [ 1 ]   |
| Advanced Dungeons and Dragons: Iron and Blood            | PlayStation                       | 31 octobre 1996    | Acclaim Entertainment                  | Take 2                  | [ 5 ]   |
| Advanced Dungeons and Dragons: Iron and Blood            | Sega Saturn                       | 31 octobre 1996    | Acclaim Entertainment                  | Take 2                  | [ 1 ]   |
| JetFighter III                                           | DOS                               | 1er novembre 1996  | Mission Studios                        | Take 2                  | [ 1 ]   |
| Callahan's Crosstime Saloon                              | DOS                               | 1er avril 1997     | Legend Entertainment                   | Take 2                  | [ 1 ]   |
| Dark Colony                                              | DOS                               | 1er août 1997      | GameTek                                | Take 2                  | [ 1 ]   |
| Wheel of Fortune                                         | Nintendo 64                       | 1er novembre 1997  | GameTek                                | Take 2                  | [ 1 ]   |
| The Reap                                                 | DOS                               | 10 octobre 1997    | Housemarque                            | Take 2                  | [ 1 ]   |
| Black Dahlia                                             | Microsoft Windows                 | 28 février 1998    | Interplay Entertainment                | Take 2                  | [ 6 ]   |
| Grand Theft Auto                                         | PlayStation                       | 2 juillet 1998     | DMA Design                             | Take 2                  | [ 7 ]   |
| Space Station Silicon Valley                             | Nintendo 64                       | 21 octobre 1998    | DMA Design                             | Take 2                  | [ 8 ]   |
| Las Vegas Cool Hand                                      | Game Boy Color                    | 1er décembre 1998  | Tarantula Studios                      | Take 2                  | [ 9 ]   |
| Rats!                                                    | Game Boy Color                    | 1er décembre 1998  | Tarantula Studios                      | Take 2                  | [ 10 ]  |
| Montezuma's Return!                                      | Game Boy Color                    | 23 décembre 1998   | Tarantula Studios                      | Take 2                  | [ 11 ]  |
| Golden Goal                                              | Game Boy Color                    | 1er janvier 1999   | Tarantula Studios                      | Take 2                  | [ 12 ]  |
| Monkey Hero                                              | PlayStation                       | 26 février 1999    | Blam!                                  | Take 2                  | [ 13 ]  |
| Battle of Britain                                        | Microsoft Windows                 | 28 février 1999    | TalonSoft                              | TalonSoft               | [ 14 ]  |
| Alexi Lalas International Soccer                         | PlayStation                       | 30 mars 1999       | Z-Axis                                 | Take 2                  | [ 15 ]  |
| The Operational Art of War II: Modern Battles 1956–2000  | Microsoft Windows                 | 15 juin 1999       | TalonSoft                              | TalonSoft               | [ 16 ]  |
| Space Station Silicon Valley                             | Game Boy Color                    | 1er juillet 1999   | Tarantula Studios                      | Take 2                  | [ 17 ]  |
| Jagged Alliance 2                                        | Microsoft Windows                 | 23 juillet 1999    | Sir-Tech Canada                        | TalonSoft               | [ 18 ]  |
| Darkstone                                                | Microsoft Windows                 | 27 juillet 1999    | Delphine Software International        | Gathering of Developers | [ 19 ]  |
| Hidden and Dangerous                                     | Microsoft Windows                 | 27 juillet 1999    | Illusion Softworks                     | TalonSoft               | [ 20 ]  |
| Bass Hunter 64                                           | Nintendo 64                       | 30 juillet 1999    | GearHead Entertainment                 | Take 2                  | [ 21 ]  |
| Grand Theft Auto 2                                       | Microsoft Windows                 | 30 septembre 1999  | DMA Design                             | Rockstar Games          | [ 22 ]  |
| Grand Theft Auto 2                                       | PlayStation                       | 25 octobre 1999    | DMA Design                             | Rockstar Games          | [ 22 ]  |
| Earthworm Jim 3D                                         | Nintendo 64                       | 31 octobre 1999    | VIS Entertainment                      | Rockstar Games          | [ 23 ]  |
| Grand Theft Auto                                         | Game Boy Color                    | 15 novembre 1999   | Tarantula Studios                      | Rockstar Games          | [ 24 ]  |
| Evel Knievel                                             | Game Boy Color                    | 1er décembre 1999  | Tarantula Studios                      | Rockstar Games          | [ 25 ]  |
| 12 O'Clock High: Bombing the Reich                       | Microsoft Windows                 | 15 décembre 1999   | TalonSoft                              | TalonSoft               | [ 26 ]  |
| East Front II: The Russian Front – World War Two         | Microsoft Windows                 | 30 décembre 1999   | TalonSoft                              | TalonSoft               | [ 27 ]  |
| Rising Sun                                               | Microsoft Windows                 | 1er février 2000   | TalonSoft                              | TalonSoft               | [ 28 ]  |
| Wild Metal                                               | Dreamcast                         | 1er février 2000   | DMA Design                             | Rockstar Games          | [ 29 ]  |
| Tzar: The Burden of the Crown                            | Microsoft Windows                 | 22 mars 2000       | Haemimont Games                        | TalonSoft               | [ 30 ]  |
| Codename Eagle                                           | Microsoft Windows                 | 29 mars 2000       | Refraction Games                       | TalonSoft               | [ 31 ]  |
| Muppets                                                  | Game Boy Color                    | 14 avril 2000      | Tarantula Studios                      | Take 2                  | [ 32 ]  |
| Airport Tycoon                                           | Microsoft Windows                 | 24 avril 2000      | Krisalis Software                      | Global Star Software    | [ 33 ]  |
| Grudge Warriors                                          | PlayStation                       | 27 avril 2000      | Tempest Software                       | Take 2                  | [ 34 ]  |
| Lemmings Revolution                                      | Microsoft Windows                 | 28 avril 2000      | Psygnosis                              | Take 2                  | [ 35 ]  |
| Grand Theft Auto 2                                       | Dreamcast                         | 30 avril 2000      | DMA Design                             | Rockstar Games          | [ 22 ]  |
| Martian Gothic: Unification                              | Microsoft Windows                 | 30 avril 2000      | Creative Reality                       | TalonSoft               | [ 36 ]  |
| Flying Heroes                                            | Microsoft Windows                 | 2 mai 2000         | Illusion Softworks                     | Take 2                  | [ 37 ]  |
| Spec Ops: Stealth Patrol                                 | PlayStation                       | 3 mai 2000         | Runecraft                              | Take 2                  | [ 38 ]  |
| Evo's Space Adventures                                   | PlayStation                       | 1er juin 2000      | DMA Design / Runecraft                 | Take 2                  | [ 39 ]  |
| Kiss Psycho Circus: The Nightmare Child                  | Microsoft Windows                 | 18 juillet 2000    | Third Law Interactive                  | Gathering of Developers | [ 40 ]  |
| Action Bass                                              | PlayStation                       | 27 juillet 2000    | Syscom Entertainment                   | Take 2                  | [ 41 ]  |
| Ball Breakers                                            | PlayStation                       | 27 juillet 2000    | Lost Toys                              | Take 2                  | [ 42 ]  |
| Dogs of War: Battle on Primus IV                         | Microsoft Windows                 | 30 juillet 2000    | Silicon Dreams Studios                 | TalonSoft               | [ 43 ]  |
| Hidden and Dangerous                                     | Dreamcast                         | 1er août 2000      | Illusion Softworks                     | TalonSoft               | [ 44 ]  |
| Hot Chix 'n' Gear Stix                                   | Microsoft Windows                 | 5 août 2000        | Fiendish Games                         | Global Star Software    | [ 45 ]  |
| Heavy Metal: F.A.K.K.²                                   | Microsoft Windows                 | 6 août 2000        | Ritual Entertainment                   | Gathering of Developers | [ 46 ]  |
| Duke Nukem Advance                                       | Game Boy Advance                  | 14 août 2000       | Torus Games                            | Take 2                  | [ 47 ]  |
| Austin Powers: Oh Behave!                                | Game Boy Color                    | 18 septembre 2000  | Tarantula Studios                      | Rockstar Games          | [ 48 ]  |
| Austin Powers: Welcome to my Underground Lair!           | Game Boy Color                    | 18 septembre 2000  | Tarantula Studios                      | Rockstar Games          | [ 49 ]  |
| Blair Witch Volume I: Rustin Parr                        | Microsoft Windows                 | 4 octobre 2000     | Terminal Reality                       | Gathering of Developers | [ 50 ]  |
| Death Track Racing                                       | Microsoft Windows                 | 10 octobre 2000    | Attention to Detail                    | Take 2                  | [ 51 ]  |
| Midnight Club: Street Racing                             | PlayStation 2                     | 16 octobre 2000    | Angel Studios                          | Rockstar Games          | [ 52 ]  |
| Smuggler's Run                                           | PlayStation 2                     | 16 octobre 2000    | Angel Studios                          | Rockstar Games          | [ 53 ]  |
| Q-Ball: Billiards Master                                 | PlayStation 2                     | 26 octobre 2000    | Ask                                    | Take 2                  | [ 54 ]  |
| Surfing H3O                                              | PlayStation 2                     | 26 octobre 2000    | Opus Studio                            | Rockstar Games          | [ 55 ]  |
| 4x4 Evolution                                            | Microsoft Windows                 | 29 octobre 2000    | Terminal Reality                       | Gathering of Developers | [ 56 ]  |
| 4x4 Evolution                                            | Dreamcast                         | 30 octobre 2000    | Terminal Reality                       | Gathering of Developers | [ 56 ]  |
| Rune                                                     | Mac                               | 30 octobre 2000    | Human Head Studios                     | Gathering of Developers | [ 57 ]  |
| Rune                                                     | Microsoft Windows                 | 30 octobre 2000    | Human Head Studios                     | Gathering of Developers | [ 58 ]  |
| Blair Witch Volume II: The Legend of Coffin Rock         | Microsoft Windows                 | 31 octobre 2000    | Human Head Studios                     | Gathering of Developers | [ 59 ]  |
| The Devil Inside                                         | Microsoft Windows                 | 31 octobre 2000    | GameSquad                              | Take 2                  | [ 60 ]  |
| Kiss Psycho Circus: The Nightmare Child                  | Dreamcast                         | 31 octobre 2000    | Third Law Interactive                  | Take 2                  | [ 61 ]  |
| 4x4 Evolution                                            | Mac                               | 1er novembre 2000  | Terminal Reality                       | Gathering of Developers | [ 62 ]  |
| Search and Rescue 2                                      | Microsoft Windows                 | 1er novembre 2000  | InterActive Vision                     | Global Star Software    | [ 63 ]  |
| UEFA Champions League Season 2000/2001                   | PlayStation                       | 3 novembre 2000    | Silicon Dreams Studios                 | Take 2                  | [ 64 ]  |
| Heavy Metal: F.A.K.K.²                                   | Mac                               | 7 novembre 2000    | Ritual Entertainment                   | Gathering of Developers | [ 46 ]  |
| The Untouchable                                          | Microsoft Windows                 | 11 novembre 2000   | Creative Edge Studios                  | Global Star Software    | [ 65 ]  |
| Blair Witch Volume III: The Elly Kedward Tale            | Microsoft Windows                 | 20 novembre 2000   | Ritual Entertainment                   | Gathering of Developers | [ 66 ]  |
| Grand Theft Auto 2                                       | Game Boy Color                    | 1er décembre 2000  | Tarantula Studios                      | Rockstar Games          | [ 22 ]  |
| Motocross Mania                                          | Microsoft Windows                 | 1er décembre 2000  | Deibus Studios                         | Take 2                  | [ 67 ]  |
| Lemmings                                                 | Game Boy Color                    | 4 décembre 2000    | Tarantula Studios                      | Take 2                  | [ 68 ]  |
| Formula One 2000                                         | Game Boy Color                    | 18 décembre 2000   | Tarantula Studios                      | Take 2                  | [ 69 ]  |
| Aqua GT                                                  | Dreamcast                         | 22 décembre 2000   | East Point Software                    | Take 2                  | [ 70 ]  |
| Gadget Tycoon                                            | Microsoft Windows                 | 1er janvier 2001   | Monte Cristo                           | Take 2                  | [ 71 ]  |
| JetFighter                                               | Palm                              | 1er janvier 2001   | Mission Studios                        | Global Star Software    | [ 72 ]  |
| Kingdom Under Fire: A War of Heroes                      | Microsoft Windows                 | 15 janvier 2001    | Phantagram                             | Gathering of Developers | [ 73 ]  |
| Aqua GT                                                  | PlayStation                       | 26 janvier 2001    | East Point Software                    | Take 2                  | [ 74 ]  |
| Oni                                                      | Microsoft Windows                 | 28 janvier 2001    | Bungie                                 | Gathering of Developers | [ 75 ]  |
| Oni                                                      | PlayStation 2                     | 29 janvier 2001    | Bungie / Rockstar Canada               | Rockstar Games          | [ 75 ]  |
| Darkstone                                                | PlayStation                       | 31 janvier 2001    | Delphine Software International        | Take 2                  | [ 76 ]  |
| Age of Sail II                                           | Microsoft Windows                 | 31 janvier 2001    | Akella                                 | TalonSoft               | [ 77 ]  |
| 4x4 Evolution                                            | PlayStation 2                     | 26 février 2001    | Terminal Reality                       | Gathering of Developers | [ 56 ]  |
| Outlive                                                  | Microsoft Windows                 | 21 mars 2001       | Continuum Entertainment                | Take 2                  | [ 78 ]  |
| Serious Sam                                              | Microsoft Windows                 | 21 mars 2001       | Croteam                                | Gathering of Developers | [ 79 ]  |
| Muscle Car '76                                           | Microsoft Windows                 | 1er avril 2001     | Small Rockets                          | Global Star Software    | [ 80 ]  |
| Tropico                                                  | Microsoft Windows                 | 5 avril 2001       | PopTop Software                        | Gathering of Developers | [ 81 ]  |
| Fly! II                                                  | Microsoft Windows                 | 26 avril 2001      | Terminal Reality                       | Gathering of Developers | [ 82 ]  |
| Kiss Pinball                                             | PlayStation                       | 26 avril 2001      | Tarantula Studios                      | Take 2                  | [ 83 ]  |
| Spec Ops: Ranger Elite                                   | PlayStation                       | 27 avril 2001      | Runecraft                              | Take 2                  | [ 84 ]  |
| Merchant Prince II                                       | Microsoft Windows                 | 1er mai 2001       | Holistic Design                        | TalonSoft               | [ 85 ]  |
| The 4th Coming                                           | Microsoft Windows                 | 12 mai 2001        | Vircom Interactive                     | TalonSoft               | [ 86 ]  |
| Mahjongg Classic                                         | Microsoft Windows                 | 24 mai 2001        | Small Rockets                          | Global Star Software    | [ 87 ]  |
| Motocross Mania                                          | PlayStation                       | 6 juin 2001        | Deibus Studios                         | Take 2                  | [ 88 ]  |
| The Corporate Machine                                    | Microsoft Windows                 | 15 juillet 2001    | Stardock                               | Take 2                  | [ 89 ]  |
| City Crisis                                              | PlayStation 2                     | 17 juillet 2001    | Syscom Entertainment                   | Take 2                  | [ 90 ]  |
| Divided Ground: The Middle East Conflict 1948–1973       | Microsoft Windows                 | 27 juillet 2001    | TalonSoft                              | TalonSoft               | [ 91 ]  |
| Rune: Viking Warlord                                     | PlayStation 2                     | 30 juillet 2001    | Human Head Studios                     | Take 2                  | [ 92 ]  |
| Green Berets                                             | Microsoft Windows                 | 31 juillet 2001    | TalonSoft                              | TalonSoft               | [ 93 ]  |
| Mahjongg Classic                                         | Mac                               | 1er août 2001      | Small Rockets                          | Global Star Software    | [ 94 ]  |
| TRL Trivia                                               | Microsoft Windows                 | 3 août 2001        | Hypnotix                               | Take 2                  | [ 95 ]  |
| Oil Tycoon                                               | Microsoft Windows                 | 23 août 2001       | Soft Enterprises                       | Global Star Software    | [ 96 ]  |
| Tang Tang                                                | Game Boy Advance                  | 1er septembre 2001 | GameVision                             | Take 2                  | [ 97 ]  |
| Fly! II                                                  | Mac                               | 19 septembre 2001  | Terminal Reality                       | Gathering of Developers | [ 82 ]  |
| Moraff's Maximum Mahjongg                                | Microsoft Windows                 | 1er octobre 2001   | Moraff Games                           | Global Star Software    | [ 98 ]  |
| Stronghold                                               | Microsoft Windows                 | 21 octobre 2001    | Firefly Studios                        | Gathering of Developers | [ 99 ]  |
| Max Payne                                                | Microsoft Windows                 | 22 octobre 2001    | Remedy Entertainment                   | Gathering of Developers | [ 100 ] |
| Grand Theft Auto III                                     | PlayStation 2                     | 22 octobre 2001    | DMA Design                             | Rockstar Games          | [ 101 ] |
| Search and Rescue 3                                      | Microsoft Windows                 | 22 octobre 2001    | InterActive Vision                     | Global Star Software    | [ 102 ] |
| Smuggler's Run 2: Hostile Territory                      | PlayStation 2                     | 29 octobre 2001    | Angel Studios                          | Rockstar Games          | [ 103 ] |
| 4x4 EVO 2                                                | Microsoft Windows                 | 30 octobre 2001    | Terminal Reality                       | Gathering of Developers | [ 104 ] |
| Star Leader                                              | Microsoft Windows                 | 30 octobre 2001    | TalonSoft                              | TalonSoft               | [ 105 ] |
| 4x4 EVO 2                                                | Mac                               | 2 novembre 2001    | Terminal Reality                       | Gathering of Developers | [ 106 ] |
| Myth III: The Wolf Age                                   | Microsoft Windows                 | 2 novembre 2001    | MumboJumbo                             | Gathering of Developers | [ 107 ] |
| Martian Gothic: Unification                              | PlayStation                       | 4 novembre 2001    | Creative Reality / Coyote Developments | Take 2                  | [ 36 ]  |
| 4x4 EVO 2                                                | Xbox                              | 14 novembre 2001   | Terminal Reality                       | Gathering of Developers | [ 104 ] |
| Hidden and Dangerous                                     | PlayStation                       | 23 novembre 2001   | Illusion Softworks / Tarantula Studios | Take 2                  | [ 108 ] |
| Saltwater Sportfishing                                   | PlayStation                       | 28 novembre 2001   | Coresoft                               | Take 2                  | [ 109 ] |
| Spec Ops: Covert Assault                                 | PlayStation                       | 28 novembre 2001   | Runecraft                              | Take 2                  | [ 110 ] |
| Max Payne                                                | PlayStation 2                     | 6 décembre 2001    | Remedy Entertainment / Rockstar Canada | Rockstar Games          | [ 100 ] |
| Max Payne                                                | Xbox                              | 12 décembre 2001   | Remedy Entertainment / neo Software    | Rockstar Games          | [ 100 ] |
| High Rollerz                                             | Microsoft Windows                 | 1er janvier 2002   | Purple Software                        | Global Star Software    | [ 111 ] |
| Moraff's Maximum Mahjongg Volume 2                       | Microsoft Windows                 | 1er janvier 2002   | Moraff Games                           | Global Star Software    | [ 112 ] |
| Tournament Chess                                         | Microsoft Windows                 | 1er janvier 2002   | Purple Software                        | Global Star Software    | [ 113 ] |
| Train Sim: The Activities                                | Microsoft Windows                 | 1er janvier 2002   | LAGO                                   | Global Star Software    | [ 114 ] |
| The Worlds of Billy 2                                    | Microsoft Windows                 | 1er janvier 2002   | InterActive Vision                     | Global Star Software    | [ 115 ] |
| UEFA Champions League Season 2001/2002                   | Microsoft Windows                 | 1er février 2002   | Silicon Dreams Studios                 | Take 2                  | [ 116 ] |
| UEFA Champions League Season 2001/2002                   | PlayStation                       | 1er février 2002   | Silicon Dreams Studios                 | Take 2                  | [ 116 ] |
| Mall Tycoon                                              | Microsoft Windows                 | 4 février 2002     | Holistic Design                        | Take 2                  | [ 117 ] |
| State of Emergency                                       | PlayStation 2                     | 12 février 2002    | VIS Entertainment                      | Rockstar Games          | [ 118 ] |
| Austin Powers Pinball                                    | Palm                              | 2 avril 2002       | Tarantula Studios                      | Global Star Software    | [ 119 ] |
| Red Ace: Squadron                                        | Microsoft Windows                 | 19 avril 2002      | Small Rockets                          | Global Star Software    | [ 120 ] |
| The Italian Job                                          | PlayStation                       | 3 mai 2002         | Pixelogic                              | Rockstar Games          | [ 121 ] |
| Big Bass Fishing                                         | PlayStation                       | 7 mai 2002         | Coresoft                               | Take 2                  | [ 122 ] |
| Omar Sharif Bridge                                       | Microsoft Windows                 | 16 mai 2002        | Purple Software                        | Global Star Software    | [ 123 ] |
| Grand Theft Auto III                                     | Microsoft Windows                 | 20 mai 2002        | DMA Design                             | Rockstar Games          | [ 101 ] |
| Assimilation                                             | Microsoft Windows                 | 1er juin 2002      | Small Rockets                          | Global Star Software    | [ 124 ] |
| Loco-Commotion                                           | Microsoft Windows                 | 1er juin 2002      | Plastic Reality                        | Take 2                  | [ 125 ] |
| Muscle Car 2: American Spirit                            | Microsoft Windows                 | 4 juin 2002        | Silverfish Studios                     | Global Star Software    | [ 126 ] |
| Age of Wonders II: The Wizard's Throne                   | Microsoft Windows                 | 12 juin 2002       | Triumph Studios                        | Gathering of Developers | [ 127 ] |
| Smuggler's Run: Warzones                                 | GameCube                          | 6 août 2002        | Angel Studios                          | Rockstar Games          | [ 128 ] |
| The Italian Job                                          | Microsoft Windows                 | 14 août 2002       | Pixelogic                              | Global Star Software    | [ 129 ] |
| Mafia                                                    | Microsoft Windows                 | 28 août 2002       | Illusion Softworks                     | Gathering of Developers | [ 130 ] |
| Conflict: Desert Storm                                   | PlayStation 2                     | 30 septembre 2002  | Pivotal Games                          | Gotham Games            | [ 131 ] |
| Conflict: Desert Storm                                   | Xbox                              | 30 septembre 2002  | Pivotal Games                          | Gotham Games            | [ 131 ] |
| Conflict: Desert Storm                                   | Microsoft Windows                 | 1er octobre 2002   | Pivotal Games                          | Gotham Games            | [ 131 ] |
| Take-Out Weight Curling                                  | Microsoft Windows                 | 1er octobre 2002   | Nathan Sorenson                        | Global Star Software    | [ 132 ] |
| Model Railroad Simulator                                 | Microsoft Windows                 | 7 octobre 2002     | IncaGold                               | Global Star Software    | [ 133 ] |
| Austin Powers Pinball                                    | PlayStation                       | 10 octobre 2002    | Wildfire Studios                       | Gotham Games            | [ 134 ] |
| Airlines Two                                             | Microsoft Windows                 | 22 octobre 2002    | InterActive Vision                     | Global Star Software    | [ 135 ] |
| Grand Theft Auto: Vice City                              | PlayStation 2                     | 27 octobre 2002    | Rockstar North                         | Rockstar Games          | [ 136 ] |
| Search and Rescue: Vietnam MED+EVAC                      | Microsoft Windows                 | 29 octobre 2002    | InterActive Vision                     | Global Star Software    | [ 137 ] |
| Spec Ops: Airborne Commando                              | PlayStation                       | 31 octobre 2002    | Big Grub                               | Gotham Games            | [ 138 ] |
| Serious Sam                                              | Xbox                              | 12 novembre 2002   | Croteam                                | Gotham Games            | [ 139 ] |
| World's Greatest Coasters 3D                             | Microsoft Windows                 | 12 novembre 2002   | Virtual Playground                     | Global Star Software    | [ 140 ] |
| JetFighter IV: Fortress America                          | Microsoft Windows                 | 15 décembre 2002   | Mission Studios                        | TalonSoft               | [ 141 ] |
| Brain Storm                                              | Microsoft Windows                 | 31 décembre 2002   | InterActive Vision                     | Global Star Software    | [ 142 ] |
| Austin Powers Pinball                                    | Microsoft Windows                 | 29 janvier 2003    | Wildfire Studios                       | Gotham Games            | [ 143 ] |
| Airport Tycoon 2                                         | Microsoft Windows                 | 26 février 2003    | Sunstorm Interactive                   | Global Star Software    | [ 144 ] |
| Big Strike Bowling                                       | PlayStation                       | 19 mars 2003       | Coresoft                               | Gotham Games            | [ 145 ] |
| Piglet's Big Game                                        | GameCube                          | 19 mars 2003       | Doki Denki Studio                      | Gotham Games            | [ 146 ] |
| Piglet's Big Game                                        | PlayStation 2                     | 19 mars 2003       | Doki Denki Studio                      | Gotham Games            | [ 146 ] |
| State of Emergency                                       | Xbox                              | 26 mars 2003       | VIS Entertainment                      | Rockstar Games          | [ 118 ] |
| Vietcong                                                 | Microsoft Windows                 | 26 mars 2003       | Pterodon                               | Gathering of Developers | [ 147 ] |
| Tropico 2: Pirate Cove                                   | Microsoft Windows                 | 8 avril 2003       | Frog City Software                     | Gathering of Developers | [ 148 ] |
| Midnight Club II                                         | PlayStation 2                     | 9 avril 2003       | Rockstar San Diego                     | Rockstar Games          | [ 149 ] |
| Moraff's Maximum Mahjongg Volume 3                       | Microsoft Windows                 | 21 avril 2003      | Moraff Games                           | Global Star Software    | [ 150 ] |
| Conflict: Desert Storm                                   | GameCube                          | 22 avril 2003      | Pivotal Games                          | Gotham Games            | [ 131 ] |
| Patriotic Pinball                                        | PlayStation                       | 23 avril 2003      | Wildfire Studios                       | Gotham Games            | [ 151 ] |
| Grand Theft Auto: Vice City                              | Microsoft Windows                 | 12 mai 2003        | Rockstar North                         | Rockstar Games          | [ 136 ] |
| Midnight Club II                                         | Xbox                              | 3 juin 2003        | Rockstar San Diego                     | Rockstar Games          | [ 149 ] |
| Motocross Mania 2                                        | PlayStation                       | 17 juin 2003       | Alpine Studios                         | Take 2                  | [ 152 ] |
| The Great Escape                                         | Microsoft Windows                 | 23 juin 2003       | Pivotal Games                          | Gotham Games            | [ 153 ] |
| The Great Escape                                         | PlayStation 2                     | 23 juin 2003       | Pivotal Games                          | Gotham Games            | [ 153 ] |
| The Great Escape                                         | Xbox                              | 23 juin 2003       | Pivotal Games                          | Gotham Games            | [ 153 ] |
| Age of Wonders: Shadow Magic                             | Microsoft Windows                 | 29 juin 2003       | Triumph Studios                        | Gathering of Developers | [ 154 ] |
| State of Emergency                                       | Microsoft Windows                 | 29 juin 2003       | VIS Entertainment                      | Rockstar Games          | [ 118 ] |
| Midnight Club II                                         | Microsoft Windows                 | 30 juin 2003       | Rockstar San Diego                     | Rockstar Games          | [ 149 ] |
| ATV Mania                                                | PlayStation                       | 22 juillet 2003    | Deibus Studios                         | Gotham Games            | [ 155 ] |
| Muscle Car 3                                             | Microsoft Windows                 | 30 juillet 2003    | 3Romans                                | Global Star Software    | [ 156 ] |
| Final Stretch: Horse Racing Sim                          | Microsoft Windows                 | 10 août 2003       | Cyanide                                | Global Star Software    | [ 157 ] |
| Friday Night 3D Bowling                                  | Microsoft Windows                 | 12 août 2003       | AI Factory                             | Global Star Software    | [ 158 ] |
| Starsky et Hutch                                         | PlayStation 2                     | 9 septembre 2003   | Minds Eye Productions                  | Gotham Games            | [ 159 ] |
| Starsky et Hutch                                         | Xbox                              | 9 septembre 2003   | Minds Eye Productions                  | Gotham Games            | [ 159 ] |
| Ring II: Twilight of Gods                                | Microsoft Windows                 | 10 septembre 2003  | Arxel Tribe                            | Global Star Software    | [ 160 ] |
| Starsky et Hutch                                         | Microsoft Windows                 | 10 septembre 2003  | Minds Eye Productions                  | Gotham Games            | [ 159 ] |
| Friday Night 3D Darts                                    | Microsoft Windows                 | 15 septembre 2003  | AI Factory                             | Global Star Software    | [ 161 ] |
| Ford Truck Mania                                         | PlayStation                       | 16 septembre 2003  | Alpine Studios                         | Gotham Games            | [ 162 ] |
| Ultimate Demolition Derby                                | Microsoft Windows                 | 16 septembre 2003  | 3Romans                                | Global Star Software    | [ 163 ] |
| Friday Night 3D Pool                                     | Microsoft Windows                 | 22 septembre 2003  | AI Factory                             | Global Star Software    | [ 164 ] |
| Mall Tycoon 2                                            | Microsoft Windows                 | 24 septembre 2003  | Virtual Playground                     | Global Star Software    | [ 165 ] |
| Conflict: Desert Storm II                                | Xbox                              | 4 octobre 2003     | Pivotal Games                          | Gotham Games            | [ 166 ] |
| Conflict: Desert Storm II                                | Microsoft Windows                 | 8 octobre 2003     | Pivotal Games                          | Gotham Games            | [ 166 ] |
| Conflict: Desert Storm II                                | PlayStation 2                     | 8 octobre 2003     | Pivotal Games                          | Gotham Games            | [ 166 ] |
| Celebrity Deathmatch                                     | PlayStation 2                     | 14 octobre 2003    | Big Ape Productions                    | Gotham Games            | [ 167 ] |
| Celebrity Deathmatch                                     | Xbox                              | 14 octobre 2003    | Big Ape Productions                    | Gotham Games            | [ 167 ] |
| Max Payne 2: The Fall of Max Payne                       | Microsoft Windows                 | 14 octobre 2003    | Remedy Entertainment                   | Rockstar Games          | [ 168 ] |
| Space Colony                                             | Microsoft Windows                 | 14 octobre 2003    | Firefly Studios                        | Gathering of Developers | [ 169 ] |
| Celebrity Deathmatch                                     | Microsoft Windows                 | 19 octobre 2003    | Big Ape Productions                    | Gotham Games            | [ 167 ] |
| Celebrity Deathmatch                                     | PlayStation                       | 21 octobre 2003    | Coresoft                               | Gotham Games            | [ 167 ] |
| Hidden and Dangerous 2                                   | Microsoft Windows                 | 21 octobre 2003    | Illusion Softworks                     | Gathering of Developers | [ 170 ] |
| JetFighter V: Homeland Protector                         | Microsoft Windows                 | 21 octobre 2003    | InterActive Vision                     | Global Star Software    | [ 171 ] |
| Airport Tycoon 3                                         | Microsoft Windows                 | 25 octobre 2003    | InterActive Vision                     | Global Star Software    | [ 172 ] |
| Railroad Tycoon 3                                        | Microsoft Windows                 | 27 octobre 2003    | PopTop Software                        | Gathering of Developers | [ 173 ] |
| Ford Racing 2                                            | PlayStation 2                     | 28 octobre 2003    | Razorworks                             | Gotham Games            | [ 174 ] |
| Ford Racing 2                                            | Xbox                              | 3 novembre 2003    | Razorworks                             | Gotham Games            | [ 174 ] |
| Take-Out Weight Curling 2                                | Microsoft Windows                 | 3 novembre 2003    | Nathan Sorenson                        | Global Star Software    | [ 175 ] |
| Grand Theft Auto III                                     | Xbox                              | 4 novembre 2003    | Rockstar North / Rockstar Vienna       | Rockstar Games          | [ 176 ] |
| Grand Theft Auto: Vice City                              | Xbox                              | 4 novembre 2003    | Rockstar North / Rockstar Vienna       | Rockstar Games          | [ 176 ] |
| Firefighter 259                                          | Microsoft Windows                 | 14 novembre 2003   | InterActive Vision                     | Global Star Software    | [ 177 ] |
| Dora the Explorer: Barnyard Buddies                      | PlayStation                       | 18 novembre 2003   | Santa Cruz Games                       | Global Star Software    | [ 178 ] |
| Manhunt                                                  | PlayStation 2                     | 18 novembre 2003   | Rockstar North                         | Rockstar Games          | [ 179 ] |
| Dora the Explorer: Super Spies                           | Game Boy Advance                  | 25 novembre 2003   | CinéGroupe                             | Gotham Games            | [ 180 ] |
| Max Payne 2: The Fall of Max Payne                       | Xbox                              | 25 novembre 2003   | Remedy Entertainment / Rockstar Vienna | Rockstar Games          | [ 168 ] |
| Rebel Trucker: Cajun Blood Money                         | Microsoft Windows                 | 25 novembre 2003   | 3Romans                                | Global Star Software    | [ 181 ] |
| Max Payne 2: The Fall of Max Payne                       | PlayStation 2                     | 2 décembre 2003    | Remedy Entertainment / Rockstar Vienna | Rockstar Games          | [ 168 ] |
| Ford Racing 2                                            | Microsoft Windows                 | 11 décembre 2003   | Razorworks                             | Gotham Games            | [ 174 ] |
| Max Payne                                                | Game Boy Advance                  | 18 décembre 2003   | Mobius Entertainment                   | Rockstar Games          | [ 100 ] |
| Emergency Services Sim                                   | Microsoft Windows                 | 5 janvier 2004     | InterActive Vision                     | Global Star Software    | [ 182 ] |
| Search and Rescue: Coastal Heroes                        | Microsoft Windows                 | 1er janvier 2004   | InterActive Vision                     | Global Star Software    | [ 183 ] |
| Conflict: Desert Storm II                                | GameCube                          | 7 janvier 2004     | Pivotal Games                          | Gotham Games            | [ 166 ] |
| Space Colony                                             | Mac                               | 16 janvier 2004    | Firefly Studios / Aspyr                | Gathering of Developers | [ 169 ] |
| Vegas Tycoon                                             | Microsoft Windows                 | 19 janvier 2004    | Deep Red Games                         | Global Star Software    | [ 184 ] |
| Luxury Liner Tycoon                                      | Microsoft Windows                 | 20 janvier 2004    | Virtual Playground                     | Global Star Software    | [ 185 ] |
| School Tycoon                                            | Microsoft Windows                 | 20 janvier 2004    | Cat Daddy Games                        | Global Star Software    | [ 186 ] |
| Mafia                                                    | PlayStation 2                     | 28 janvier 2004    | Illusion Softworks                     | Gathering of Developers | [ 130 ] |
| Carve                                                    | Xbox                              | 26 février 2004    | Argonaut Games                         | Global Star Software    | [ 187 ] |
| Mafia                                                    | Xbox                              | 13 mars 2004       | Illusion Softworks                     | Gathering of Developers | [ 130 ] |
| Corvette                                                 | PlayStation 2                     | 17 mars 2004       | Steel Monkeys                          | Global Star Software    | [ 188 ] |
| The Road to Baghdad                                      | Microsoft Windows                 | 27 mars 2004       | Destineer                              | Global Star Software    | [ 189 ] |
| Destruction Derby: Arenas                                | PlayStation 2                     | 1er avril 2004     | Studio 33                              | Gathering of Developers | [ 190 ] |
| Serious Sam: Next Encounter                              | GameCube                          | 12 avril 2004      | Climax Studios                         | Global Star Software    | [ 191 ] |
| Serious Sam Advance                                      | Game Boy Advance                  | 19 avril 2004      | Climax Studios                         | Global Star Software    | [ 192 ] |
| Manhunt                                                  | Microsoft Windows                 | 20 avril 2004      | Rockstar North                         | Rockstar Games          | [ 179 ] |
| Manhunt                                                  | Xbox                              | 20 avril 2004      | Rockstar North                         | Rockstar Games          | [ 179 ] |
| UFC: Sudden Impact                                       | PlayStation 2                     | 21 avril 2004      | Opus Studio                            | Global Star Software    | [ 193 ] |
| Serious Sam: Next Encounter                              | PlayStation 2                     | 22 avril 2004      | Climax Studios                         | Global Star Software    | [ 191 ] |
| Red Dead Revolver                                        | PlayStation 2                     | 3 mai 2004         | Rockstar San Diego                     | Rockstar Games          | [ 194 ] |
| Red Dead Revolver                                        | Xbox                              | 3 mai 2004         | Rockstar San Diego                     | Rockstar Games          | [ 194 ] |
| Omar Sharif Bridge II                                    | Microsoft Windows                 | 25 mai 2004        | AI Factory                             | Global Star Software    | [ 195 ] |
| (T)Raumschiff Surprise – Periode 1                       | Microsoft Windows                 | 1er juillet 2004   | Sproing Interactive Media              | Take 2                  | [ 196 ] |
| Army Men: Sarge's War                                    | PlayStation 2                     | 23 juillet 2004    | Tactical Development                   | Global Star Software    | [ 197 ] |
| Starship Tycoon                                          | Microsoft Windows                 | 25 juillet 2004    | Positech Games                         | Global Star Software    | [ 198 ] |
| Army Men: Sarge's War                                    | Microsoft Windows                 | 27 juillet 2004    | Tactical Development                   | Global Star Software    | [ 197 ] |
| Army Men: Sarge's War                                    | Xbox                              | 2 août 2004        | Tactical Development                   | Global Star Software    | [ 197 ] |
| Army Men: Sarge's War                                    | GameCube                          | 21 août 2004       | Tactical Development                   | Global Star Software    | [ 197 ] |
| The Guy Game                                             | Xbox                              | 30 août 2004       | Top Heavy Studios                      | Gathering of Developers | [ 199 ] |
| Wings of War                                             | Microsoft Windows                 | 30 août 2004       | Silver Wish Games                      | Gathering of Developers | [ 200 ] |
| Wings of War                                             | Xbox                              | 30 août 2004       | Silver Wish Games                      | Gathering of Developers | [ 200 ] |
| The Guy Game                                             | PlayStation 2                     | 31 août 2004       | Top Heavy Studios                      | Gathering of Developers | [ 199 ] |
| Medieval Conquest                                        | Microsoft Windows                 | 6 septembre 2004   | Cat Daddy Games                        | Global Star Software    | [ 201 ] |
| Vietcong: Purple Haze                                    | PlayStation 2                     | 15 septembre 2004  | Pterodon / Coyote Developments         | Gathering of Developers | [ 202 ] |
| Vietcong: Purple Haze                                    | Xbox                              | 15 septembre 2004  | Pterodon / Coyote Developments         | Gathering of Developers | [ 202 ] |
| Kohan II: Kings of War                                   | Microsoft Windows                 | 21 septembre 2001  | TimeGate Studios                       | Global Star Software    | [ 203 ] |
| Railroad Tycoon 3                                        | Mac                               | 24 septembre 2004  | PopTop Software                        | Gathering of Developers | [ 204 ] |
| Conflict: Vietnam                                        | Microsoft Windows                 | 5 octobre 2004     | Pivotal Games                          | Global Star Software    | [ 205 ] |
| Conflict: Vietnam                                        | Xbox                              | 5 octobre 2004     | Pivotal Games                          | Global Star Software    | [ 206 ] |
| Outdoor Life: Sportsman's Challenge                      | Microsoft Windows                 | 5 octobre 2004     | Cat Daddy Games                        | Global Star Software    | [ 207 ] |
| Robotech: Invasion                                       | PlayStation 2                     | 5 octobre 2004     | Vicious Cycle Software                 | Global Star Software    | [ 208 ] |
| Robotech: Invasion                                       | Xbox                              | 5 octobre 2004     | Vicious Cycle Software                 | Global Star Software    | [ 208 ] |
| Conflict: Vietnam                                        | PlayStation 2                     | 6 octobre 2004     | Pivotal Games                          | Global Star Software    | [ 209 ] |
| Wildfire                                                 | Microsoft Windows                 | 7 octobre 2004     | Cat Daddy Games                        | Global Star Software    | [ 210 ] |
| Scaler (en)                                              | Xbox                              | 20 octobre 2004    | Artificial Mind and Movement           | Global Star Software    | [ 211 ] |
| Outlaw Golf 2                                            | Xbox                              | 21 octobre 2004    | Hypnotix                               | Global Star Software    | [ 212 ] |
| Scaler (en)                                              | PlayStation 2                     | 21 octobre 2004    | Artificial Mind and Movement           | Global Star Software    | [ 211 ] |
| Grand Theft Auto                                         | Game Boy Advance                  | 25 octobre 2004    | Digital Eclipse Software               | Rockstar Games          | [ 213 ] |
| Grand Theft Auto: San Andreas                            | PlayStation 2                     | 26 octobre 2004    | Rockstar North                         | Rockstar Games          | [ 214 ] |
| Ski Resort Extreme                                       | Microsoft Windows                 | 31 octobre 2004    | Cat Daddy Games                        | Global Star Software    | [ 215 ] |
| Codename: Kids Next Door – Operation: S.O.D.A.           | Game Boy Advance                  | 2 novembre 2004    | Vicarious Visions                      | Global Star Software    | [ 216 ] |
| Scaler (en)                                              | GameCube                          | 17 novembre 2004   | Artificial Mind and Movement           | Global Star Software    | [ 211 ] |
| Dora the Explorer: Super Star Adventures                 | Game Boy Advance                  | 19 novembre 2004   | ImaginEngine                           | Global Star Software    | [ 217 ] |
| Sid Meier's Pirates!                                     | Microsoft Windows                 | 22 novembre 2004   | Firaxis Games                          | 2K Games                | [ 218 ] |
| Outlaw Golf 2                                            | PlayStation 2                     | 25 novembre 2004   | Hypnotix                               | Global Star Software    | [ 212 ] |
| The Guy Game                                             | Microsoft Windows                 | 22 décembre 2004   | Top Heavy Studios                      | Gathering of Developers | [ 199 ] |
| Major League Baseball 2K5                                | Xbox                              | 23 février 2005    | Kush Games                             | 2K Sports               | [ 219 ] |
| Ford Racing 3                                            | Microsoft Windows                 | 1er mars 2005      | Razorworks                             | 2K Games                | [ 220 ] |
| Safari Adventures: Africa                                | Microsoft Windows                 | 16 mars 2005       | Neko Entertainment                     | Global Star Software    | [ 221 ] |
| Gotcha!                                                  | Microsoft Windows                 | 18 mars 2005       | Sixteen Tons Entertainment             | Gathering of Developers | [ 222 ] |
| Ford Racing 3                                            | PlayStation 2                     | 22 mars 2005       | Razorworks                             | 2K Games                | [ 220 ] |
| Ford Racing 3                                            | Xbox                              | 22 mars 2005       | Razorworks                             | 2K Games                | [ 220 ] |
| Close Combat: First to Fight                             | Xbox                              | 6 avril 2005       | Destineer                              | 2K Games                | [ 223 ] |
| Spy vs. Spy                                              | Xbox                              | 6 avril 2005       | Vicious Cycle Software                 | Global Star Software    | [ 224 ] |
| Midnight Club 3: DUB Edition                             | PlayStation 2                     | 11 avril 2005      | Rockstar San Diego                     | Rockstar Games          | [ 225 ] |
| Midnight Club 3: DUB Edition                             | Xbox                              | 11 avril 2005      | Rockstar San Diego                     | Rockstar Games          | [ 225 ] |
| Gotcha!                                                  | Xbox                              | 15 avril 2005      | Sixteen Tons Entertainment             | Global Star Software    | [ 226 ] |
| Close Combat: First to Fight                             | Microsoft Windows                 | 18 avril 2005      | Destineer                              | 2K Games                | [ 223 ] |
| Ford Mustang: The Legend Lives                           | PlayStation 2                     | 19 avril 2005      | Eutechnyx                              | 2K Games                | [ 227 ] |
| Stronghold 2                                             | Microsoft Windows                 | 19 avril 2005      | Firefly Studios                        | 2K Games                | [ 228 ] |
| Ford Mustang: The Legend Lives                           | Xbox                              | 20 avril 2005      | Eutechnyx                              | 2K Games                | [ 227 ] |
| Motocross Mania 3                                        | PlayStation 2                     | 26 avril 2005      | Deibus Studios                         | 2K Games                | [ 229 ] |
| Spy vs. Spy                                              | PlayStation 2                     | 29 avril 2005      | WayForward Technologies                | Global Star Software    | [ 224 ] |
| American Civil War: Gettysburg                           | Microsoft Windows                 | 3 mai 2005         | Cat Daddy Games                        | TalonSoft               | [ 230 ] |
| Virtual Pool: Tournament Edition                         | Xbox                              | 11 mai 2005        | Celeris                                | Global Star Software    | [ 231 ] |
| Tropico 2: Pirate Cove                                   | Mac                               | 17 mai 2005        | Frog City Software / MacSoft Games     | Gathering of Developers | [ 232 ] |
| Outlaw Volleyball Remixed                                | PlayStation 2                     | 19 mai 2005        | Hypnotix / Buzz Monkey Software        | Global Star Software    | [ 233 ] |
| Classified: The Sentinel Crisis                          | Xbox                              | 24 mai 2005        | Torus Games                            | Global Star Software    | [ 234 ] |
| Grand Theft Auto: San Andreas                            | Microsoft Windows                 | 7 juin 2005        | Rockstar North                         | Rockstar Games          | [ 214 ] |
| Grand Theft Auto: San Andreas                            | Xbox                              | 7 juin 2005        | Rockstar North                         | Rockstar Games          | [ 214 ] |
| Midnight Club 3: DUB Edition                             | PlayStation Portable              | 27 juin 2005       | Rockstar Leeds                         | Rockstar Games          | [ 225 ] |
| Charlie and the Chocolate Factory                        | Game Boy Advance                  | 11 juillet 2005    | High Voltage Software                  | Global Star Software    | [ 235 ] |
| Charlie and the Chocolate Factory                        | GameCube                          | 11 juillet 2005    | High Voltage Software                  | Global Star Software    | [ 235 ] |
| Charlie and the Chocolate Factory                        | PlayStation 2                     | 11 juillet 2005    | High Voltage Software                  | Global Star Software    | [ 235 ] |
| Charlie and the Chocolate Factory                        | Xbox                              | 11 juillet 2005    | High Voltage Software                  | Global Star Software    | [ 235 ] |
| Sid Meier's Pirates!                                     | Xbox                              | 11 juillet 2005    | Firaxis Games                          | 2K Games                | [ 218 ] |
| Charlie and the Chocolate Factory                        | Microsoft Windows                 | 12 juillet 2005    | Backbone Entertainment                 | Global Star Software    | [ 235 ] |
| Outlaw Tennis                                            | PlayStation 2                     | 26 juillet 2005    | Hypnotix                               | Global Star Software    | [ 236 ] |
| Outlaw Tennis                                            | Xbox                              | 26 juillet 2005    | Hypnotix                               | Global Star Software    | [ 236 ] |
| NHL 2K6                                                  | PlayStation 2                     | 6 septembre 2005   | Kush Games                             | 2K Sports               | [ 237 ] |
| NHL 2K6                                                  | Xbox                              | 6 septembre 2005   | Kush Games                             | 2K Sports               | [ 238 ] |
| NBA 2K6                                                  | PlayStation 2                     | 26 septembre 2005  | Visual Concepts                        | 2K Sports               | [ 239 ] |
| NBA 2K6                                                  | Xbox                              | 26 septembre 2005  | Visual Concepts                        | 2K Sports               | [ 239 ] |
| Top Spin                                                 | PlayStation 2                     | 26 septembre 2005  | PAM Development                        | 2K Sports               | [ 240 ] |
| Conflict: Global Storm                                   | Microsoft Windows                 | 4 octobre 2005     | Pivotal Games                          | 2K Games                | [ 241 ] |
| Conflict: Global Storm                                   | PlayStation 2                     | 4 octobre 2005     | Pivotal Games                          | 2K Games                | [ 241 ] |
| Conflict: Global Storm                                   | Xbox                              | 4 octobre 2005     | Pivotal Games                          | 2K Games                | [ 241 ] |
| Codename: Kids Next Door – Operation: V.I.D.E.O.G.A.M.E. | PlayStation 2                     | 11 octobre 2005    | High Voltage Software                  | Global Star Software    | [ 242 ] |
| Codename: Kids Next Door – Operation: V.I.D.E.O.G.A.M.E. | Xbox                              | 11 octobre 2005    | High Voltage Software                  | Global Star Software    | [ 242 ] |
| Serious Sam II                                           | Xbox                              | 11 octobre 2005    | Croteam                                | 2K Games                | [ 243 ] |
| Splat Magazine Renegade Paintball                        | Microsoft Windows                 | 11 octobre 2005    | Cat Daddy Games                        | Global Star Software    | [ 244 ] |
| Splat Magazine Renegade Paintball                        | Xbox                              | 11 octobre 2005    | Cat Daddy Games                        | Global Star Software    | [ 244 ] |
| Dora the Explorer: Journey to the Purple Planet          | GameCube                          | 13 octobre 2005    | Monkey Bar Games                       | Global Star Software    | [ 245 ] |
| Codename: Kids Next Door – Operation: V.I.D.E.O.G.A.M.E. | GameCube                          | 16 octobre 2005    | High Voltage Software                  | Global Star Software    | [ 242 ] |
| Shattered Union                                          | Microsoft Windows                 | 17 octobre 2005    | PopTop Software                        | 2K Games                | [ 246 ] |
| Shattered Union                                          | Xbox                              | 17 octobre 2005    | PopTop Software                        | 2K Games                | [ 246 ] |
| The Warriors                                             | PlayStation 2                     | 17 octobre 2005    | Rockstar Toronto                       | Rockstar Games          | [ 247 ] |
| The Warriors                                             | Xbox                              | 17 octobre 2005    | Rockstar Toronto                       | Rockstar Games          | [ 247 ] |
| Major League Baseball 2K5                                | PlayStation 2                     | 18 octobre 2005    | Kush Games                             | 2K Sports               | [ 219 ] |
| World Poker Tour                                         | Game Boy Advance                  | 18 octobre 2005    | Backbone Entertainment                 | 2K Sports               | [ 248 ] |
| World Poker Tour                                         | PlayStation 2                     | 18 octobre 2005    | Coresoft                               | 2K Sports               | [ 248 ] |
| World Poker Tour                                         | Xbox                              | 18 octobre 2005    | Coresoft                               | 2K Sports               | [ 248 ] |
| Mall Tycoon 3                                            | Microsoft Windows                 | 19 octobre 2005    | Cat Daddy Games                        | Global Star Software    | [ 249 ] |
| Serious Sam II                                           | Microsoft Windows                 | 19 octobre 2005    | Croteam                                | 2K Games                | [ 243 ] |
| Call of Cthulhu: Dark Corners of the Earth               | Xbox                              | 24 octobre 2005    | Headfirst Productions                  | 2K Games                | [ 250 ] |
| Grand Theft Auto: Liberty City Stories                   | PlayStation Portable              | 24 octobre 2005    | Rockstar Leeds                         | Rockstar Games          | [ 251 ] |
| Sid Meier's Civilization IV                              | Microsoft Windows                 | 25 octobre 2005    | Firaxis Games                          | 2K Games                | [ 252 ] |
| Vietcong 2                                               | Microsoft Windows                 | 25 octobre 2005    | Pterodon                               | 2K Games                | [ 253 ] |
| Zathura: A Space Adventure                               | PlayStation 2                     | 3 novembre 2005    | High Voltage Software                  | 2K Games                | [ 254 ] |
| Zathura: A Space Adventure                               | Xbox                              | 3 novembre 2005    | High Voltage Software                  | 2K Games                | [ 255 ] |
| Ford vs. Chevy                                           | PlayStation 2                     | 9 novembre 2005    | Eutechnyx                              | Global Star Software    | [ 256 ] |
| Ford vs. Chevy                                           | Xbox                              | 9 novembre 2005    | Eutechnyx                              | Global Star Software    | [ 256 ] |
| Amped 3                                                  | Xbox 360                          | 15 novembre 2005   | Indie Built                            | 2K Sports               | [ 257 ] |
| NBA 2K6                                                  | Xbox 360                          | 16 novembre 2005   | Visual Concepts                        | 2K Sports               | [ 239 ] |
| NHL 2K6                                                  | Xbox 360                          | 16 novembre 2005   | Kush Games                             | 2K Sports               | [ 258 ] |
| College Hoops 2K6                                        | Xbox                              | 21 novembre 2005   | Visual Concepts                        | 2K Sports               | [ 259 ] |
| College Hoops 2K6                                        | PlayStation 2                     | 30 novembre 2005   | Visual Concepts                        | 2K Sports               | [ 259 ] |
| Sid Meier's Civilization III                             | Mac                               | 1er décembre 2005  | Firaxis Games / Aspyr                  | 2K Games                | [ 260 ] |
| Torino 2006                                              | PlayStation 2                     | 24 janvier 2006    | 49Games                                | 2K Sports               | [ 261 ] |
| Torino 2006                                              | Xbox                              | 24 janvier 2006    | 49Games                                | 2K Sports               | [ 261 ] |
| Torino 2006                                              | Microsoft Windows                 | 26 janvier 2006    | 49Games                                | 2K Sports               | [ 261 ] |
| Sudoku Fever                                             | Game Boy Advance                  | 8 février 2006     | puzzle.tv                              | Global Star Software    | [ 262 ] |
| Dora the Explorer: Journey to the Purple Planet          | PlayStation 2                     | 9 février 2006     | Monkey Bar Games                       | Global Star Software    | [ 245 ] |
| 24: The Game                                             | PlayStation 2                     | 28 février 2006    | SCE Cambridge Studio                   | 2K Games                | [ 263 ] |
| College Hoops 2K6                                        | Xbox 360                          | 7 mars 2006        | Visual Concepts                        | 2K Sports               | [ 259 ] |
| The Elder Scrolls IV: Oblivion                           | Microsoft Windows                 | 20 mars 2006       | Bethesda Game Studios                  | 2K Games                | [ 264 ] |
| The Elder Scrolls IV: Oblivion                           | Xbox 360                          | 20 mars 2006       | Bethesda Game Studios                  | 2K Games                | [ 264 ] |
| Major League Baseball 2K6                                | PlayStation 2                     | 3 avril 2006       | Kush Games                             | 2K Sports               | [ 265 ] |
| Major League Baseball 2K6                                | Xbox                              | 3 avril 2006       | Kush Games                             | 2K Sports               | [ 265 ] |
| Major League Baseball 2K6                                | Xbox 360                          | 10 avril 2006      | Kush Games                             | 2K Sports               | [ 265 ] |
| Hummer Badlands                                          | PlayStation 2                     | 13 avril 2006      | Eutechnyx                              | Global Star Software    | [ 266 ] |
| Major League Baseball 2K6                                | PlayStation Portable              | 13 avril 2006      | Visual Concepts                        | 2K Sports               | [ 265 ] |
| Hummer Badlands                                          | Xbox                              | 14 avril 2006      | Eutechnyx                              | Global Star Software    | [ 266 ] |
| Army Men: Major Malfunction                              | Xbox                              | 17 avril 2006      | Team17                                 | Global Star Software    | [ 267 ] |
| World Poker Tour                                         | PlayStation Portable              | 17 avril 2006      | Coresoft                               | 2K Sports               | [ 248 ] |
| The Da Vinci Code                                        | Microsoft Windows                 | 19 mai 2006        | The Collective                         | 2K Games                | [ 268 ] |
| The Da Vinci Code                                        | PlayStation 2                     | 19 mai 2006        | The Collective                         | 2K Games                | [ 268 ] |
| The Da Vinci Code                                        | Xbox                              | 19 mai 2006        | The Collective                         | 2K Games                | [ 268 ] |
| Rockstar Games presents Table Tennis                     | Xbox 360                          | 23 mai 2006        | Rockstar San Diego                     | Rockstar Games          | [ 269 ] |
| Grand Theft Auto: Liberty City Stories                   | PlayStation 2                     | 6 juin 2006        | Rockstar Leeds                         | Rockstar Games          | [ 251 ] |
| Prey                                                     | Microsoft Windows                 | 11 juin 2006       | Human Head Studios                     | 2K Games                | [ 270 ] |
| Prey                                                     | Xbox 360                          | 11 juin 2006       | Human Head Studios / Venom Games       | 2K Games                | [ 270 ] |
| Major League Baseball 2K6                                | GameCube                          | 12 juin 2005       | Kush Games                             | 2K Sports               | [ 265 ] |
| JetFighter 2015                                          | Microsoft Windows                 | 30 août 2005       | City Interactive                       | Global Star Software    | [ 271 ] |
| CivCity: Rome                                            | Microsoft Windows                 | 24 juillet 2006    | Firefly Studios / Firaxis Games        | 2K Games                | [ 272 ] |
| Army Men: Major Malfunction                              | PlayStation 2                     | 4 août 2006        | Team17                                 | Global Star Software    | [ 267 ] |
| NHL 2K7                                                  | Xbox                              | 12 septembre 2006  | Kush Games                             | 2K Sports               | [ 273 ] |
| NHL 2K7                                                  | Xbox 360                          | 12 septembre 2006  | Kush Games                             | 2K Sports               | [ 273 ] |
| NBA 2K7                                                  | PlayStation 2                     | 25 septembre 2006  | Visual Concepts                        | 2K Sports               | [ 274 ] |
| NBA 2K7                                                  | Xbox                              | 25 septembre 2006  | Visual Concepts                        | 2K Sports               | [ 274 ] |
| NBA 2K7                                                  | Xbox 360                          | 25 septembre 2006  | Visual Concepts                        | 2K Sports               | [ 274 ] |
| Family Feud                                              | Microsoft Windows                 | 26 septembre 2006  | Ingram Entertainment                   | Global Star Software    | [ 275 ] |
| NHL 2K7                                                  | PlayStation 2                     | 2 octobre 2006     | Kush Games                             | 2K Sports               | [ 273 ] |
| Dora the Explorer: Dora's World Adventure!               | Game Boy Advance                  | 10 octobre 2006    | Black Lantern Studios                  | Global Star Software    | [ 276 ] |
| Family Feud                                              | Game Boy Advance                  | 12 octobre 2006    | Atomic Planet Entertainment            | Global Star Software    | [ 275 ] |
| Family Feud                                              | PlayStation                       | 12 octobre 2006    | Ingram Entertainment                   | Global Star Software    | [ 275 ] |
| Family Guy                                               | PlayStation Portable              | 16 octobre 2006    | High Voltage Software                  | 2K Games                | [ 277 ] |
| Family Guy                                               | PlayStation 2                     | 16 octobre 2006    | High Voltage Software                  | 2K Games                | [ 277 ] |
| Family Guy                                               | Xbox                              | 16 octobre 2006    | High Voltage Software                  | 2K Games                | [ 277 ] |
| Bully                                                    | PlayStation 2                     | 17 octobre 2006    | Rockstar Vancouver                     | Rockstar Games          | [ 278 ] |
| Sid Meier's Railroads!                                   | Microsoft Windows                 | 17 octobre 2006    | Firaxis Games                          | 2K Games                | [ 279 ] |
| Stronghold Legends                                       | Microsoft Windows                 | 23 octobre 2006    | Firefly Studios                        | 2K Games                | [ 280 ] |
| Dungeon Siege: Throne of Agony                           | PlayStation Portable              | 30 octobre 2006    | SuperVillain Studios                   | 2K Games                | [ 281 ] |
| Grand Theft Auto: Vice City Stories                      | PlayStation Portable              | 31 octobre 2006    | Rockstar Leeds                         | Rockstar Games          | [ 282 ] |
| NBA 2K7                                                  | PlayStation 3                     | 13 novembre 2006   | Visual Concepts                        | 2K Sports               | [ 274 ] |
| NHL 2K7                                                  | PlayStation 3                     | 13 novembre 2006   | Kush Games                             | 2K Sports               | [ 273 ] |
| College Hoops 2K7                                        | Xbox                              | 20 novembre 2006   | Visual Concepts                        | 2K Sports               | [ 283 ] |
| College Hoops 2K7                                        | Xbox 360                          | 20 novembre 2006   | Visual Concepts                        | 2K Sports               | [ 283 ] |
| Deal or No Deal                                          | Microsoft Windows                 | 22 novembre 2006   | Cat Daddy Games                        | Global Star Software    | [ 284 ] |
| College Hoops 2K7                                        | PlayStation 2                     | 11 décembre 2006   | Visual Concepts                        | 2K Sports               | [ 283 ] |
| Prey                                                     | Mac                               | 15 janvier 2007    | Human Head Studios / Aspyr             | 2K Games                | [ 270 ] |
| The Warriors                                             | PlayStation Portable              | 12 février 2007    | Rockstar Toronto                       | Rockstar Games          | [ 247 ] |
| Ghost Rider                                              | Game Boy Advance                  | 13 février 2007    | Magic Pockets                          | 2K Games                | [ 285 ] |
| Ghost Rider                                              | PlayStation 2                     | 13 février 2007    | Climax Studios                         | 2K Games                | [ 285 ] |
| Ghost Rider                                              | PlayStation Portable              | 13 février 2007    | Climax Studios                         | 2K Games                | [ 285 ] |
| Jade Empire                                              | Microsoft Windows                 | 26 février 2007    | BioWare                                | 2K Games                | [ 286 ] |
| Major League Baseball 2K7                                | PlayStation 2                     | 26 février 2007    | Kush Games                             | 2K Sports               | [ 287 ] |
| Major League Baseball 2K7                                | PlayStation 3                     | 26 février 2007    | Kush Games                             | 2K Sports               | [ 287 ] |
| Major League Baseball 2K7                                | PlayStation Portable              | 26 février 2007    | Visual Concepts                        | 2K Sports               | [ 287 ] |
| Major League Baseball 2K7                                | Xbox 360                          | 26 février 2007    | Kush Games                             | 2K Sports               | [ 287 ] |
| Major League Baseball 2K7                                | Xbox                              | 27 février 2007    | Kush Games                             | 2K Sports               | [ 287 ] |
| Grand Theft Auto: Vice City Stories                      | PlayStation 2                     | 5 mars 2007        | Rockstar Leeds                         | Rockstar Games          | [ 282 ] |
| College Hoops 2K7                                        | PlayStation 3                     | 13 mars 2007       | Visual Concepts                        | 2K Sports               | [ 283 ] |
| Top Spin 2                                               | Microsoft Windows                 | 16 mars 2007       | PAM Development / Aspyr                | 2K Sports               | [ 288 ] |
| Major League Baseball 2K7                                | Nintendo DS                       | 19 mars 2007       | Skyworks Technologies                  | 2K Sports               | [ 287 ] |
| Top Spin 2                                               | Game Boy Advance                  | 29 mars 2007       | Magic Pockets                          | 2K Sports               | [ 288 ] |
| Top Spin 2                                               | Nintendo DS                       | 29 mars 2007       | Indie Built                            | 2K Sports               | [ 288 ] |
| Top Spin 2                                               | Xbox 360                          | 29 mars 2007       | PAM Development                        | 2K Sports               | [ 288 ] |
| Major League Baseball 2K7                                | Game Boy Advance                  | 22 mai 2007        | Skyworks Technologies                  | 2K Sports               | [ 287 ] |
| Fantastic Four: Rise of the Silver Surfer                | Nintendo DS                       | 15 juin 2007       | 7 Studios                              | 2K Games                | [ 289 ] |
| Fantastic Four: Rise of the Silver Surfer                | PlayStation 2                     | 15 juin 2007       | 7 Studios                              | 2K Games                | [ 289 ] |
| Fantastic Four: Rise of the Silver Surfer                | PlayStation 3                     | 15 juin 2007       | Visual Concepts                        | 2K Games                | [ 289 ] |
| Fantastic Four: Rise of the Silver Surfer                | Wii                               | 15 juin 2007       | 7 Studios                              | 2K Games                | [ 289 ] |
| Fantastic Four: Rise of the Silver Surfer                | Xbox 360                          | 15 juin 2007       | Visual Concepts                        | 2K Games                | [ 289 ] |
| The Bigs                                                 | PlayStation 2                     | 25 juin 2007       | Blue Castle Games                      | 2K Sports               | [ 290 ] |
| The Bigs                                                 | PlayStation 3                     | 25 juin 2007       | Blue Castle Games                      | 2K Sports               | [ 290 ] |
| The Bigs                                                 | PlayStation Portable              | 25 juin 2007       | Blue Castle Games                      | 2K Sports               | [ 290 ] |
| The Bigs                                                 | Wii                               | 25 juin 2007       | Blue Castle Games                      | 2K Sports               | [ 290 ] |
| The Bigs                                                 | Xbox 360                          | 25 juin 2007       | Blue Castle Games                      | 2K Sports               | [ 290 ] |
| The Darkness                                             | PlayStation 3                     | 25 juin 2007       | Starbreeze Studios                     | 2K Games                | [ 291 ] |
| The Darkness                                             | Xbox 360                          | 25 juin 2007       | Starbreeze Studios                     | 2K Games                | [ 291 ] |
| All-Pro Football 2K8                                     | PlayStation 3                     | 16 juillet 2007    | Visual Concepts                        | 2K Sports               | [ 292 ] |
| All-Pro Football 2K8                                     | Xbox 360                          | 16 juillet 2007    | Visual Concepts                        | 2K Sports               | [ 292 ] |
| Sid Meier's Pirates!                                     | PlayStation Portable              | 22 juillet 2007    | Full Fat                               | 2K Games                | [ 218 ] |
| BioShock                                                 | Microsoft Windows                 | 21 août 2007       | 2K Boston                              | 2K Games                | [ 293 ] |
| BioShock                                                 | Xbox 360                          | 21 août 2007       | 2K Boston                              | 2K Games                | [ 293 ] |
| Carnival : Fête foraine                                  | Wii                               | 28 août 2007       | Cat Daddy Games                        | Global Star Software    | [ 294 ] |
| NHL 2K8                                                  | PlayStation 2                     | 10 septembre 2007  | Kush Games                             | 2K Sports               | [ 295 ] |
| NHL 2K8                                                  | PlayStation 3                     | 10 septembre 2007  | Kush Games                             | 2K Sports               | [ 295 ] |
| NHL 2K8                                                  | Xbox 360                          | 10 septembre 2007  | Kush Games                             | 2K Sports               | [ 295 ] |
| NBA 2K8                                                  | PlayStation 2                     | 2 octobre 2007     | Visual Concepts                        | 2K Sports               | [ 296 ] |
| NBA 2K8                                                  | PlayStation 3                     | 2 octobre 2007     | Visual Concepts                        | 2K Sports               | [ 296 ] |
| NBA 2K8                                                  | Xbox 360                          | 2 octobre 2007     | Visual Concepts                        | 2K Sports               | [ 296 ] |
| MLB Power Pros                                           | PlayStation 2                     | 3 octobre 2007     | Konami                                 | 2K Sports               | [ 297 ] |
| MLB Power Pros                                           | Wii                               | 3 octobre 2007     | Konami                                 | 2K Sports               | [ 297 ] |
| Rockstar Games presents Table Tennis                     | Wii                               | 17 octobre 2007    | Rockstar San Diego                     | Rockstar Games          | [ 269 ] |
| Manhunt 2                                                | PlayStation 2                     | 29 octobre 2007    | Rockstar London                        | Rockstar Games          | [ 298 ] |
| Manhunt 2                                                | PlayStation Portable              | 29 octobre 2007    | Rockstar London / Rockstar Leeds       | Rockstar Games          | [ 299 ] |
| Manhunt 2                                                | Wii                               | 29 octobre 2007    | Rockstar London / Rockstar Toronto     | Rockstar Games          | [ 298 ] |
| Dora the Explorer: Dora Saves the Mermaids               | Nintendo DS                       | 5 novembre 2007    | Black Lantern Studios                  | 2K Play                 | [ 300 ] |
| Go, Diego, Go! Safari Rescue                             | Nintendo DS                       | 6 novembre 2007    | Black Lantern Studios                  | 2K Play                 | [ 301 ] |
| College Hoops 2K8                                        | PlayStation 2                     | 19 novembre 2007   | Visual Concepts                        | 2K Sports               | [ 302 ] |
| College Hoops 2K8                                        | PlayStation 3                     | 19 novembre 2007   | Visual Concepts                        | 2K Sports               | [ 302 ] |
| College Hoops 2K8                                        | Xbox 360                          | 19 novembre 2007   | Visual Concepts                        | 2K Sports               | [ 302 ] |
| Deal or No Deal: Secret Vault Games                      | Microsoft Windows                 | 30 novembre 2007   | Cat Daddy Games                        | 2K Play                 | [ 303 ] |
| Dora the Explorer: Dora Saves the Mermaids               | PlayStation 2                     | 11 février 2008    | Totally Games                          | 2K Play                 | [ 304 ] |
| Go, Diego, Go! Safari Rescue                             | PlayStation 2                     | 11 février 2008    | High Voltage Software                  | 2K Play                 | [ 305 ] |
| Go, Diego, Go! Safari Rescue                             | Wii                               | 11 février 2008    | High Voltage Software                  | 2K Play                 | [ 306 ] |
| Sid Meier's Pirates!                                     | Xbox 360                          | 11 février 2008    | Firaxis Games                          | 2K Games                | [ 307 ] |
| Major League Baseball 2K8                                | PlayStation 2                     | 3 mars 2008        | Kush Games                             | 2K Sports               | [ 308 ] |
| Major League Baseball 2K8                                | PlayStation 3                     | 3 mars 2008        | Kush Games                             | 2K Sports               | [ 308 ] |
| Major League Baseball 2K8                                | PlayStation Portable              | 3 mars 2008        | Kush Games                             | 2K Sports               | [ 308 ] |
| Major League Baseball 2K8                                | Wii                               | 3 mars 2008        | Kush Games                             | 2K Sports               | [ 308 ] |
| Major League Baseball 2K8                                | Xbox 360                          | 3 mars 2008        | Kush Games                             | 2K Sports               | [ 308 ] |
| Bully                                                    | Wii                               | 4 mars 2008        | Rockstar Vancouver                     | Rockstar Games          | [ 309 ] |
| Bully                                                    | Xbox 360                          | 4 mars 2008        | Rockstar Vancouver                     | Rockstar Games          | [ 309 ] |
| Major League Baseball 2K8 Fantasy All-Stars              | Nintendo DS                       | 14 avril 2008      | Deep Fried Entertainment               | 2K Sports               | [ 310 ] |
| Grand Theft Auto IV                                      | PlayStation 3                     | 29 avril 2008      | Rockstar North                         | Rockstar Games          | [ 311 ] |
| Grand Theft Auto IV                                      | Xbox 360                          | 29 avril 2008      | Rockstar North                         | Rockstar Games          | [ 311 ] |
| Don King Presents: Prizefighter                          | Xbox 360                          | 9 juin 2008        | Venom Games                            | 2K Sports               | [ 312 ] |
| Top Spin 3                                               | Nintendo DS                       | 23 juin 2008       | PAM Development                        | 2K Sports               | [ 313 ] |
| Top Spin 3                                               | PlayStation 3                     | 23 juin 2008       | PAM Development                        | 2K Sports               | [ 313 ] |
| Top Spin 3                                               | Wii                               | 23 juin 2008       | PAM Development                        | 2K Sports               | [ 313 ] |
| Top Spin 3                                               | Xbox 360                          | 23 juin 2008       | PAM Development                        | 2K Sports               | [ 313 ] |
| Carnival : Fête foraine                                  | Nintendo DS                       | 8 juillet 2008     | Cat Daddy Games                        | 2K Play                 | [ 294 ] |
| Civilization Revolution                                  | Nintendo DS                       | 8 juillet 2008     | Firaxis Games                          | 2K Games                | [ 314 ] |
| Civilization Revolution                                  | PlayStation 3                     | 8 juillet 2008     | Firaxis Games                          | 2K Games                | [ 314 ] |
| Civilization Revolution                                  | Xbox 360                          | 8 juillet 2008     | Firaxis Games                          | 2K Games                | [ 314 ] |
| MLB Power Pros 2008                                      | PlayStation 2                     | 29 juillet 2008    | Konami                                 | 2K Sports               | [ 315 ] |
| MLB Power Pros 2008                                      | Wii                               | 29 juillet 2008    | Konami                                 | 2K Sports               | [ 315 ] |
| MLB Power Pros 2008                                      | Nintendo DS                       | 29 juillet 2008    | Konami                                 | 2K Sports               | [ 315 ] |
| Sid Meier's Pirates!                                     | Mac                               | 29 août 2008       | Firaxis Games / Feral Interactive      | 2K Games                | [ 218 ] |
| NHL 2K9                                                  | PlayStation 2                     | 8 septembre 2008   | Visual Concepts                        | 2K Sports               | [ 316 ] |
| NHL 2K9                                                  | PlayStation 3                     | 8 septembre 2008   | Visual Concepts                        | 2K Sports               | [ 316 ] |
| NHL 2K9                                                  | Wii                               | 8 septembre 2008   | Visual Concepts                        | 2K Sports               | [ 316 ] |
| NHL 2K9                                                  | Xbox 360                          | 8 septembre 2008   | Visual Concepts                        | 2K Sports               | [ 316 ] |
| NBA 2K9                                                  | PlayStation 2                     | 7 octobre 2008     | Visual Concepts                        | 2K Sports               | [ 317 ] |
| NBA 2K9                                                  | PlayStation 3                     | 7 octobre 2008     | Visual Concepts                        | 2K Sports               | [ 317 ] |
| NBA 2K9                                                  | Xbox 360                          | 7 octobre 2008     | Visual Concepts                        | 2K Sports               | [ 317 ] |
| MLB Stickball                                            | Xbox 360                          | 8 octobre 2008     | Gaia Industries                        | 2K Sports               | [ 318 ] |
| Carnival Games: Mini-Golf                                | Wii                               | 20 octobre 2008    | Cat Daddy Games                        | 2K Play                 | [ 319 ] |
| Grand Theft Auto: San Andreas                            | Xbox 360                          | 20 octobre 2008    | Rockstar North                         | Rockstar Games          | [ 320 ] |
| Midnight Club: L.A. Remix                                | PlayStation Portable              | 20 octobre 2008    | Rockstar London                        | Rockstar Games          | [ 321 ] |
| Midnight Club: Los Angeles                               | PlayStation 3                     | 20 octobre 2008    | Rockstar San Diego                     | Rockstar Games          | [ 322 ] |
| Midnight Club: Los Angeles                               | Xbox 360                          | 20 octobre 2008    | Rockstar San Diego                     | Rockstar Games          | [ 322 ] |
| NBA 2K9                                                  | Microsoft Windows                 | 20 octobre 2008    | Visual Concepts                        | 2K Sports               | [ 317 ] |
| BioShock                                                 | PlayStation 3                     | 21 octobre 2008    | 2K Boston / Digital Extremes           | 2K Games                | [ 293 ] |
| Bully                                                    | Microsoft Windows                 | 21 octobre 2008    | Rockstar Vancouver                     | Rockstar Games          | [ 309 ] |
| Dora the Explorer: Dora Saves the Snow Princess          | PlayStation 2                     | 27 octobre 2008    | High Voltage Software                  | 2K Play                 | [ 323 ] |
| Dora the Explorer: Dora Saves the Snow Princess          | Wii                               | 27 octobre 2008    | High Voltage Software                  | 2K Play                 | [ 323 ] |
| Go, Diego, Go! Great Dinosaur Rescue                     | Nintendo DS                       | 27 octobre 2008    | Black Lantern Studios                  | 2K Play                 | [ 324 ] |
| Go, Diego, Go! Great Dinosaur Rescue                     | PlayStation 2                     | 27 octobre 2008    | High Voltage Software                  | 2K Play                 | [ 325 ] |
| Go, Diego, Go! Great Dinosaur Rescue                     | Wii                               | 27 octobre 2008    | High Voltage Software                  | 2K Play                 | [ 326 ] |
| Wonder Pets! Save the Animals!                           | Nintendo DS                       | 27 octobre 2008    | Black Lantern Studios                  | 2K Play                 | [ 327 ] |
| Dora the Explorer: Dora Saves the Snow Princess          | Nintendo DS                       | 5 novembre 2008    | Black Lantern Studios                  | 2K Play                 | [ 323 ] |
| MLB Superstars                                           | Wii                               | 10 novembre 2008   | Deep Fried Entertainment               | 2K Sports               | [ 328 ] |
| Grand Theft Auto IV                                      | Microsoft Windows                 | 2 décembre 2008    | Rockstar North / Rockstar Toronto      | Rockstar Games          | [ 311 ] |
| MLB Front Office Manager                                 | Microsoft Windows                 | 26 janvier 2009    | Blue Castle Games                      | 2K Sports               | [ 329 ] |
| MLB Front Office Manager                                 | PlayStation 3                     | 26 janvier 2009    | Blue Castle Games                      | 2K Sports               | [ 329 ] |
| MLB Front Office Manager                                 | Xbox 360                          | 26 janvier 2009    | Blue Castle Games                      | 2K Sports               | [ 329 ] |
| Major League Baseball 2K9                                | Microsoft Windows                 | 3 mars 2009        | Visual Concepts                        | 2K Sports               | [ 330 ] |
| Major League Baseball 2K9                                | PlayStation 2                     | 3 mars 2009        | Visual Concepts                        | 2K Sports               | [ 330 ] |
| Major League Baseball 2K9                                | PlayStation 3                     | 3 mars 2009        | Visual Concepts                        | 2K Sports               | [ 330 ] |
| Major League Baseball 2K9                                | Wii                               | 3 mars 2009        | Visual Concepts                        | 2K Sports               | [ 330 ] |
| Major League Baseball 2K9                                | Xbox 360                          | 3 mars 2009        | Visual Concepts                        | 2K Sports               | [ 330 ] |
| Major League Baseball 2K9 Fantasy All-Stars              | Nintendo DS                       | 3 mars 2009        | Deep Fried Entertainment               | 2K Sports               | [ 331 ] |
| Grand Theft Auto: Chinatown Wars                         | Nintendo DS                       | 17 mars 2009       | Rockstar Leeds                         | Rockstar Games          | [ 332 ] |
| Major League Baseball 2K9                                | PlayStation Portable              | 24 mars 2009       | Visual Concepts                        | 2K Sports               | [ 330 ] |
| Don King Boxing                                          | Nintendo DS                       | 31 mars 2009       | Venom Games                            | 2K Sports               | [ 333 ] |
| Don King Boxing                                          | Wii                               | 31 mars 2009       | 2K China                               | 2K Sports               | [ 333 ] |
| Max Payne                                                | Xbox 360                          | 27 avril 2009      | Remedy Entertainment / neo Software    | Rockstar Games          | [ 334 ] |
| The Bigs 2                                               | PlayStation 2                     | 7 juillet 2009     | Blue Castle Games                      | 2K Sports               | [ 335 ] |
| The Bigs 2                                               | PlayStation 3                     | 7 juillet 2009     | Blue Castle Games                      | 2K Sports               | [ 335 ] |
| The Bigs 2                                               | PlayStation Portable              | 7 juillet 2009     | Blue Castle Games                      | 2K Sports               | [ 335 ] |
| The Bigs 2                                               | Wii                               | 7 juillet 2009     | Blue Castle Games                      | 2K Sports               | [ 335 ] |
| The Bigs 2                                               | Xbox 360                          | 7 juillet 2009     | Blue Castle Games                      | 2K Sports               | [ 335 ] |
| Birthday Party Bash                                      | Wii                               | 14 juillet 2009    | Cat Daddy Games                        | 2K Play                 | [ 336 ] |
| Civilization Revolution                                  | iOS                               | 6 août 2009        | Firaxis Games                          | 2K Games                | [ 314 ] |
| The Bigs 2                                               | Nintendo DS                       | 31 août 2009       | Blue Castle Games                      | 2K Sports               | [ 335 ] |
| NHL 2K10                                                 | PlayStation 2                     | 15 septembre 2009  | Visual Concepts                        | 2K Sports               | [ 337 ] |
| NHL 2K10                                                 | PlayStation 3                     | 15 septembre 2009  | Visual Concepts                        | 2K Sports               | [ 337 ] |
| NHL 2K10                                                 | Wii                               | 15 septembre 2009  | Visual Concepts                        | 2K Sports               | [ 337 ] |
| NHL 2K10                                                 | Xbox 360                          | 15 septembre 2009  | Visual Concepts                        | 2K Sports               | [ 337 ] |
| Baseball Blast!                                          | Wii                               | 29 septembre 2009  | WayForward Technologies                | 2K Sports               | [ 338 ] |
| Beaterator                                               | iOS                               | 29 septembre 2009  | Rockstar Leeds                         | Rockstar Games          | [ 339 ] |
| Beaterator                                               | PlayStation Portable              | 29 septembre 2009  | Rockstar Leeds                         | Rockstar Games          | [ 339 ] |
| NBA 2K10                                                 | PlayStation 2                     | 6 octobre 2009     | Visual Concepts                        | 2K Sports               | [ 340 ] |
| NBA 2K10                                                 | PlayStation 3                     | 6 octobre 2009     | Visual Concepts                        | 2K Sports               | [ 340 ] |
| NBA 2K10                                                 | PlayStation Portable              | 6 octobre 2009     | Visual Concepts                        | 2K Sports               | [ 340 ] |
| NBA 2K10                                                 | Xbox 360                          | 6 octobre 2009     | Visual Concepts                        | 2K Sports               | [ 340 ] |
| BioShock                                                 | Mac                               | 7 octobre 2009     | 2K Boston / Feral Interactive          | 2K Games                | [ 293 ] |
| NBA 2K10                                                 | Microsoft Windows                 | 12 octobre 2009    | Visual Concepts                        | 2K Sports               | [ 340 ] |
| Axel and Pixel                                           | Xbox 360                          | 13 octobre 2009    | Silver Wish Games                      | 2K Play                 | [ 341 ] |
| Borderlands                                              | PlayStation 3                     | 20 octobre 2009    | Gearbox Software                       | 2K Games                | [ 342 ] |
| Borderlands                                              | Xbox 360                          | 20 octobre 2009    | Gearbox Software                       | 2K Games                | [ 342 ] |
| Grand Theft Auto: Chinatown Wars                         | PlayStation Portable              | 20 octobre 2009    | Rockstar Leeds                         | Rockstar Games          | [ 332 ] |
| The Backyardigans                                        | Nintendo DS                       | 26 octobre 2009    | Black Lantern Studios                  | 2K Play                 | [ 343 ] |
| Borderlands                                              | Microsoft Windows                 | 26 octobre 2009    | Gearbox Software                       | 2K Games                | [ 342 ] |
| Ni Hao, Kai-lan: Super Game Day                          | PlayStation 2                     | 27 octobre 2009    | High Voltage Software                  | 2K Play                 | [ 344 ] |
| Ni Hao, Kai-lan: Super Game Day                          | Wii                               | 27 octobre 2009    | High Voltage Software                  | 2K Play                 | [ 345 ] |
| Grand Theft Auto: Episodes from Liberty City             | Xbox 360                          | 29 octobre 2009    | Rockstar North                         | Rockstar Games          | [ 346 ] |
| Dora the Explorer: Dora Saves the Crystal Kingdom        | Wii                               | 3 novembre 2009    | High Voltage Software                  | 2K Play                 | [ 347 ] |
| Dora Puppy                                               | Nintendo DS                       | 3 novembre 2009    | Black Lantern Studios                  | 2K Play                 | [ 348 ] |
| Ni Hao, Kai-lan: New Year's Celebration                  | Nintendo DS                       | 3 novembre 2009    | Black Lantern Studios                  | 2K Play                 | [ 349 ] |
| Manhunt 2                                                | Microsoft Windows                 | 6 novembre 2009    | Rockstar London                        | Rockstar Games          | [ 298 ] |
| NBA 2K10                                                 | Wii                               | 9 novembre 2009    | Visual Concepts                        | 2K Sports               | [ 340 ] |
| Dora the Explorer: Dora Saves the Crystal Kingdom        | PlayStation 2                     | 10 novembre 2009   | High Voltage Software                  | 2K Play                 | [ 350 ] |
| Grand Theft Auto: Chinatown Wars                         | iOS                               | 18 janvier 2010    | Rockstar Leeds                         | Rockstar Games          | [ 332 ] |
| BioShock 2                                               | Microsoft Windows                 | 9 février 2010     | 2K Marin                               | 2K Games                | [ 351 ] |
| BioShock 2                                               | PlayStation 3                     | 9 février 2010     | 2K Marin                               | 2K Games                | [ 351 ] |
| BioShock 2                                               | Xbox 360                          | 9 février 2010     | 2K Marin                               | 2K Games                | [ 351 ] |
| The Misadventures of P.B. Winterbottom                   | Xbox 360                          | 17 février 2010    | The Odd Gentlemen                      | 2K Play                 | [ 352 ] |
| Major League Baseball 2K10                               | Nintendo DS                       | 2 mars 2010        | Visual Concepts                        | 2K Sports               | [ 353 ] |
| Major League Baseball 2K10                               | Microsoft Windows                 | 2 mars 2010        | Visual Concepts                        | 2K Sports               | [ 353 ] |
| Major League Baseball 2K10                               | PlayStation 2                     | 2 mars 2010        | Visual Concepts                        | 2K Sports               | [ 353 ] |
| Major League Baseball 2K10                               | PlayStation 3                     | 2 mars 2010        | Visual Concepts                        | 2K Sports               | [ 353 ] |
| Major League Baseball 2K10                               | PlayStation Portable              | 2 mars 2010        | Visual Concepts                        | 2K Sports               | [ 353 ] |
| Major League Baseball 2K10                               | Wii                               | 2 mars 2010        | Visual Concepts                        | 2K Sports               | [ 353 ] |
| Major League Baseball 2K10                               | Xbox 360                          | 2 mars 2010        | Visual Concepts                        | 2K Sports               | [ 353 ] |
| Grand Theft Auto: Episodes from Liberty City             | Microsoft Windows                 | 13 avril 2010      | Rockstar North / Rockstar Toronto      | Rockstar Games          | [ 346 ] |
| Grand Theft Auto: Episodes from Liberty City             | PlayStation 3                     | 13 avril 2010      | Rockstar North                         | Rockstar Games          | [ 346 ] |
| The Misadventures of P.B. Winterbottom                   | Microsoft Windows                 | 20 avril 2010      | The Odd Gentlemen                      | 2K Play                 | [ 352 ] |
| Sid Meier's Civilization IV                              | Mac                               | 12 mai 2010        | Firaxis Games / Aspyr                  | 2K Games                | [ 354 ] |
| Red Dead Redemption                                      | PlayStation 3                     | 18 mai 2010        | Rockstar San Diego                     | Rockstar Games          | [ 355 ] |
| Red Dead Redemption                                      | Xbox 360                          | 18 mai 2010        | Rockstar San Diego                     | Rockstar Games          | [ 355 ] |
| Mafia II                                                 | Microsoft Windows                 | 24 août 2010       | 2K Czech                               | 2K Games                | [ 356 ] |
| Mafia II                                                 | PlayStation 3                     | 24 août 2010       | 2K Czech                               | 2K Games                | [ 356 ] |
| Mafia II                                                 | Xbox 360                          | 24 août 2010       | 2K Czech                               | 2K Games                | [ 356 ] |
| NHL 2K11                                                 | iOS                               | 24 août 2010       | Visual Concepts                        | 2K Sports               | [ 357 ] |
| NHL 2K11                                                 | Wii                               | 24 août 2010       | Visual Concepts                        | 2K Sports               | [ 357 ] |
| Carnival : Fête foraine                                  | iOS                               | 10 septembre 2010  | 2K China                               | 2K Play                 | [ 358 ] |
| Carnival : Fête foraine - Nouvelles Attractions          | Nintendo DS                       | 21 septembre 2010  | Cat Daddy Games                        | 2K Play                 | [ 359 ] |
| Carnival : Fête foraine - Nouvelles Attractions          | Wii                               | 21 septembre 2010  | Cat Daddy Games                        | 2K Play                 | [ 359 ] |
| Sid Meier's Civilization V                               | Microsoft Windows                 | 21 septembre 2010  | Firaxis Games                          | 2K Games                | [ 360 ] |
| Sid Meier's Pirates!                                     | Wii                               | 28 septembre 2010  | Firaxis Games / Virtuos                | 2K Games                | [ 218 ] |
| NBA 2K11                                                 | Microsoft Windows                 | 5 octobre 2010     | Visual Concepts                        | 2K Sports               | [ 361 ] |
| NBA 2K11                                                 | PlayStation 2                     | 5 octobre 2010     | Visual Concepts                        | 2K Sports               | [ 361 ] |
| NBA 2K11                                                 | PlayStation 3                     | 5 octobre 2010     | Visual Concepts                        | 2K Sports               | [ 361 ] |
| NBA 2K11                                                 | PlayStation Portable              | 5 octobre 2010     | Visual Concepts                        | 2K Sports               | [ 361 ] |
| NBA 2K11                                                 | Xbox 360                          | 5 octobre 2010     | Visual Concepts                        | 2K Sports               | [ 361 ] |
| Axel and Pixel                                           | Microsoft Windows                 | 6 octobre 2010     | Silver Wish Games                      | 2K Play                 | [ 341 ] |
| NBA 2K11                                                 | Wii                               | 19 octobre 2010    | Visual Concepts                        | 2K Sports               | [ 361 ] |
| Dora's Big Birthday Adventure                            | PlayStation 2                     | 26 octobre 2010    | High Voltage Software                  | 2K Play                 | [ 362 ] |
| Dora's Big Birthday Adventure                            | Wii                               | 26 octobre 2010    | High Voltage Software                  | 2K Play                 | [ 363 ] |
| Dora's Cooking Club                                      | Nintendo DS                       | 26 octobre 2010    | Black Lantern Studios                  | 2K Play                 | [ 364 ] |
| Mega Bloks: Diego's Build and Rescue                     | Nintendo DS                       | 26 octobre 2010    | Black Lantern Studios                  | 2K Play                 | [ 365 ] |
| Nickelodeon Fit                                          | Wii                               | 10 novembre 2010   | High Voltage Software                  | 2K Play                 | [ 366 ] |
| Grand Theft Auto III                                     | Mac                               | 12 novembre 2010   | Rockstar North                         | Rockstar Games          | [ 101 ] |
| Grand Theft Auto: San Andreas                            | Mac                               | 12 novembre 2010   | Rockstar North                         | Rockstar Games          | [ 214 ] |
| Grand Theft Auto: Vice City                              | Mac                               | 12 novembre 2010   | Rockstar North                         | Rockstar Games          | [ 136 ] |
| Sid Meier's Civilization V                               | Mac                               | 23 novembre 2010   | Firaxis Games / Aspyr                  | 2K Games                | [ 360 ] |
| Borderlands                                              | Mac                               | 3 décembre 2010    | Gearbox Software / Feral Interactive   | 2K Games                | [ 367 ] |
| arnival Games Vol. II                                    | iOS                               | 9 février 2011     | 2K China                               | 2K Play                 | [ 368 ] |
| Major League Baseball 2K11                               | Nintendo DS                       | 8 mars 2011        | Visual Concepts                        | 2K Sports               | [ 369 ] |
| Major League Baseball 2K11                               | Microsoft Windows                 | 8 mars 2011        | Visual Concepts                        | 2K Sports               | [ 369 ] |
| Major League Baseball 2K11                               | PlayStation 2                     | 8 mars 2011        | Visual Concepts                        | 2K Sports               | [ 369 ] |
| Major League Baseball 2K11                               | PlayStation 3                     | 8 mars 2011        | Visual Concepts                        | 2K Sports               | [ 369 ] |
| Major League Baseball 2K11                               | PlayStation Portable              | 8 mars 2011        | Visual Concepts                        | 2K Sports               | [ 369 ] |
| Major League Baseball 2K11                               | Wii                               | 8 mars 2011        | Visual Concepts                        | 2K Sports               | [ 369 ] |
| Major League Baseball 2K11                               | Xbox 360                          | 8 mars 2011        | Visual Concepts                        | 2K Sports               | [ 369 ] |
| Top Spin 4                                               | PlayStation 3                     | 15 mars 2011       | 2K Czech                               | 2K Sports               | [ 370 ] |
| Top Spin 4                                               | Wii                               | 15 mars 2011       | 2K Czech                               | 2K Sports               | [ 370 ] |
| Top Spin 4                                               | Xbox 360                          | 15 mars 2011       | 2K Czech                               | 2K Sports               | [ 370 ] |
| Carnival : Bouge ton corps !                             | Xbox 360                          | 5 avril 2011       | Cat Daddy Games                        | 2K Play                 | [ 371 ] |
| L.A. Noire                                               | PlayStation 3                     | 17 mai 2011        | Team Bondi                             | Rockstar Games          | [ 372 ] |
| L.A. Noire                                               | Xbox 360                          | 17 mai 2011        | Team Bondi                             | Rockstar Games          | [ 372 ] |
| Duke Nukem Forever                                       | Microsoft Windows                 | 14 juin 2011       | Gearbox Software                       | 2K Games                | [ 373 ] |
| Duke Nukem Forever                                       | PlayStation 3                     | 14 juin 2011       | Gearbox Software                       | 2K Games                | [ 374 ] |
| Duke Nukem Forever                                       | Xbox 360                          | 14 juin 2011       | Gearbox Software                       | 2K Games                | [ 375 ] |
| Civilization World                                       | Facebook                          | 6 juillet 2011     | Firaxis Games                          | 2K Games                | [ 376 ] |
| Sid Meier's Pirates!                                     | iOS                               | 21 juillet 2011    | Firaxis Games                          | 2K Games                | [ 218 ] |
| Duke Nukem Forever                                       | Mac                               | 11 août 2011       | Gearbox Software / Aspyr               | 2K Games                | [ 377 ] |
| Mafia II                                                 | Mac                               | 24 août 2011       | 2K Czech / Feral Interactive           | 2K Games                | [ 378 ] |
| Nicktoons MLB                                            | Nintendo DS                       | 13 septembre 2011  | Black Lantern Studios                  | 2K Play                 | [ 379 ] |
| Nicktoons MLB                                            | Wii                               | 13 septembre 2011  | High Voltage Software                  | 2K Play                 | [ 379 ] |
| Nicktoons MLB                                            | Xbox 360                          | 13 septembre 2011  | High Voltage Software                  | 2K Play                 | [ 379 ] |
| NBA 2K12                                                 | iOS                               | 4 octobre 2011     | Visual Concepts                        | 2K Sports               | [ 380 ] |
| NBA 2K12                                                 | Microsoft Windows                 | 4 octobre 2011     | Visual Concepts                        | 2K Sports               | [ 381 ] |
| NBA 2K12                                                 | PlayStation 2                     | 4 octobre 2011     | Visual Concepts                        | 2K Sports               | [ 381 ] |
| NBA 2K12                                                 | PlayStation 3                     | 4 octobre 2011     | Visual Concepts                        | 2K Sports               | [ 381 ] |
| NBA 2K12                                                 | PlayStation Portable              | 4 octobre 2011     | Visual Concepts                        | 2K Sports               | [ 381 ] |
| NBA 2K12                                                 | Wii                               | 4 octobre 2011     | Visual Concepts                        | 2K Sports               | [ 381 ] |
| NBA 2K12                                                 | Xbox 360                          | 4 octobre 2011     | Visual Concepts                        | 2K Sports               | [ 381 ] |
| Dora and Kai-Lan's Pet Shelter                           | Nintendo DS                       | 1er novembre 2011  | Black Lantern Studios                  | 2K Play                 | [ 382 ] |
| Team Umizoomi                                            | Nintendo DS                       | 1er novembre 2011  | Black Lantern Studios                  | 2K Play                 | [ 383 ] |
| Let's Cheer!                                             | Xbox 360                          | 7 novembre 2011    | Cat Daddy Games                        | 2K Play                 | [ 384 ] |
| Nickelodeon Dance                                        | Wii                               | 8 novembre 2011    | High Voltage Software                  | 2K Play                 | [ 385 ] |
| Nickelodeon Dance                                        | Xbox 360                          | 8 novembre 2011    | High Voltage Software                  | 2K Play                 | [ 385 ] |
| L.A. Noire                                               | Microsoft Windows                 | 8 novembre 2011    | Team Bondi / Rockstar Leeds            | Rockstar Games          | [ 386 ] |
| Carnival Games Far West 3D                               | Nintendo 3DS                      | 22 novembre 2011   | Cat Daddy Games                        | 2K Play                 | [ 387 ] |
| Grand Theft Auto III                                     | Android                           | 15 décembre 2011   | Rockstar North                         | Rockstar Games          | [ 388 ] |
| Grand Theft Auto III                                     | iOS                               | 15 décembre 2011   | Rockstar North                         | Rockstar Games          | [ 389 ] |
| The Darkness II                                          | Microsoft Windows                 | 6 février 2012     | Digital Extremes                       | 2K Games                | [ 390 ] |
| The Darkness II                                          | PlayStation 3                     | 6 février 2012     | Digital Extremes                       | 2K Games                | [ 390 ] |
| The Darkness II                                          | Xbox 360                          | 6 février 2012     | Digital Extremes                       | 2K Games                | [ 390 ] |
| Major League Baseball 2K12                               | Nintendo DS                       | 6 mars 2012        | Visual Concepts                        | 2K Sports               | [ 391 ] |
| Major League Baseball 2K12                               | Microsoft Windows                 | 6 mars 2012        | Visual Concepts                        | 2K Sports               | [ 391 ] |
| Major League Baseball 2K12                               | PlayStation 2                     | 6 mars 2012        | Visual Concepts                        | 2K Sports               | [ 391 ] |
| Major League Baseball 2K12                               | PlayStation 3                     | 6 mars 2012        | Visual Concepts                        | 2K Sports               | [ 391 ] |
| Major League Baseball 2K12                               | PlayStation Portable              | 6 mars 2012        | Visual Concepts                        | 2K Sports               | [ 391 ] |
| Major League Baseball 2K12                               | Wii                               | 6 mars 2012        | Visual Concepts                        | 2K Sports               | [ 391 ] |
| Major League Baseball 2K12                               | Xbox 360                          | 6 mars 2012        | Visual Concepts                        | 2K Sports               | [ 391 ] |
| Nicktoons MLB                                            | Nintendo 3DS                      | 6 mars 2012        | Black Lantern Studios                  | 2K Play                 | [ 392 ] |
| Civilization Revolution                                  | Windows Phone                     | 26 mars 2012       | Firaxis Games / 2K China               | 2K Games                | [ 393 ] |
| BioShock 2                                               | Mac                               | 29 mars 2012       | 2K Marin / Feral Interactive           | 2K Games                | [ 351 ] |
| Sid Meier's Pirates!                                     | Windows Phone                     | 9 avril 2012       | Firaxis Games                          | 2K Games                | [ 394 ] |
| Max Payne                                                | iOS                               | 12 avril 2012      | Remedy Entertainment                   | Rockstar Games          | [ 395 ] |
| The Darkness II                                          | Mac                               | 18 avril 2012      | Digital Extremes                       | 2K Games                | [ 390 ] |
| Max Payne                                                | PlayStation 3                     | 1er mai 2012       | Remedy Entertainment                   | Rockstar Games          | [ 396 ] |
| Max Payne                                                | PlayStation Portable              | 1er mai 2012       | Remedy Entertainment                   | Rockstar Games          | [ 397 ] |
| Max Payne 3                                              | PlayStation 3                     | 15 mai 2012        | Rockstar Vancouver                     | Rockstar Games          | [ 398 ] |
| Max Payne 3                                              | Xbox 360                          | 15 mai 2012        | Rockstar Vancouver                     | Rockstar Games          | [ 398 ] |
| Max Payne 3                                              | Microsoft Windows                 | 1er juin 2012      | Rockstar Vancouver                     | Rockstar Games          | [ 398 ] |
| Max Payne                                                | Android                           | 14 juin 2012       | Remedy Entertainment                   | Rockstar Games          | [ 399 ] |
| Spec Ops: The Line                                       | Microsoft Windows                 | 26 juin 2012       | Yager Development                      | 2K Games                | [ 400 ] |
| Spec Ops: The Line                                       | PlayStation 3                     | 26 juin 2012       | Yager Development                      | 2K Games                | [ 400 ] |
| Spec Ops: The Line                                       | Xbox 360                          | 26 juin 2012       | Yager Development                      | 2K Games                | [ 400 ] |
| Comedy Central's Indecision Game                         | Android                           | 10 juillet 2012    | Cat Daddy Games                        | 2K Play                 | [ 401 ] |
| Comedy Central's Indecision Game                         | iOS                               | 10 juillet 2012    | Cat Daddy Games                        | 2K Play                 | [ 401 ] |
| NBA 2K All Stars                                         | GREE                              | 19 juillet 2012    | Visual Concepts                        | 2K Sports               | [ 402 ] |
| House Pest starring Fiasco the Cat                       | Android                           | 10 septembre 2012  | Cat Daddy Games                        | 2K Play                 | [ 403 ] |
| House Pest starring Fiasco the Cat                       | iOS                               | 10 septembre 2012  | Cat Daddy Games                        | 2K Play                 | [ 403 ] |
| Borderlands 2                                            | Microsoft Windows                 | 18 septembre 2012  | Gearbox Software                       | 2K Games                | [ 404 ] |
| Borderlands 2                                            | PlayStation 3                     | 18 septembre 2012  | Gearbox Software                       | 2K Games                | [ 404 ] |
| Borderlands 2                                            | Xbox 360                          | 18 septembre 2012  | Gearbox Software                       | 2K Games                | [ 404 ] |
| GridBlock                                                | Android                           | 20 septembre 2012  | Cat Daddy Games                        | 2K Play                 | [ 405 ] |
| GridBlock                                                | iOS                               | 20 septembre 2012  | Cat Daddy Games                        | 2K Play                 | [ 405 ] |
| Grand Theft Auto III                                     | PlayStation 3                     | 25 septembre 2012  | Rockstar North                         | Rockstar Games          | [ 406 ] |
| MyNBA2K                                                  | Android                           | 2 octobre 2012     | Visual Concepts                        | 2K Sports               | [ 407 ] |
| MyNBA2K                                                  | iOS                               | 2 octobre 2012     | Visual Concepts                        | 2K Sports               | [ 407 ] |
| NBA 2K13                                                 | Android                           | 2 octobre 2012     | Visual Concepts                        | 2K Sports               | [ 408 ] |
| NBA 2K13                                                 | iOS                               | 2 octobre 2012     | Visual Concepts                        | 2K Sports               | [ 408 ] |
| NBA 2K13                                                 | Microsoft Windows                 | 2 octobre 2012     | Visual Concepts                        | 2K Sports               | [ 408 ] |
| NBA 2K13                                                 | PlayStation 3                     | 2 octobre 2012     | Visual Concepts                        | 2K Sports               | [ 408 ] |
| NBA 2K13                                                 | PlayStation Portable              | 2 octobre 2012     | Visual Concepts                        | 2K Sports               | [ 408 ] |
| NBA 2K13                                                 | Wii                               | 2 octobre 2012     | Visual Concepts                        | 2K Sports               | [ 408 ] |
| NBA 2K13                                                 | Xbox 360                          | 2 octobre 2012     | Visual Concepts                        | 2K Sports               | [ 408 ] |
| NBA 2KMyLIFE                                             | Facebook                          | 2 octobre 2012     | Visual Concepts                        | 2K Sports               | [ 407 ] |
| XCOM: Enemy Unknown                                      | Microsoft Windows                 | 9 octobre 2012     | Firaxis Games                          | 2K Games                | [ 409 ] |
| XCOM: Enemy Unknown                                      | Xbox 360                          | 9 octobre 2012     | Firaxis Games                          | 2K Games                | [ 409 ] |
| XCOM: Enemy Unknown                                      | PlayStation 3                     | 9 octobre 2012     | Firaxis Games                          | 2K Games                | [ 409 ] |
| NBA 2K Online                                            | Tencent                           | 24 octobre 2012    | Visual Concepts / Tencent Games        | 2K Sports               | [ 410 ] |
| Borderlands Legends                                      | iOS                               | 31 octobre 2012    | Gearbox Software / 2K China            | 2K Games                | [ 411 ] |
| Sid Meier's Railroads!                                   | Mac                               | 1er novembre 2012  | Firaxis Games / Feral Interactive      | 2K Games                | [ 412 ] |
| Bubble Guppies                                           | Nintendo DS                       | 12 novembre 2012   | Black Lantern Studios                  | 2K Play                 | [ 413 ] |
| Nickelodeon Dance 2                                      | Wii                               | 12 novembre 2012   | High Voltage Software                  | 2K Play                 | [ 413 ] |
| Nickelodeon Dance 2                                      | Xbox 360                          | 12 novembre 2012   | High Voltage Software                  | 2K Play                 | [ 413 ] |
| Team Umizoomi and Dora's Fantastic Flight                | Nintendo DS                       | 12 novembre 2012   | Black Lantern Studios                  | 2K Play                 | [ 413 ] |
| NBA 2K13                                                 | Wii U                             | 18 novembre 2012   | Visual Concepts                        | 2K Sports               | [ 408 ] |
| Borderlands 2                                            | Mac                               | 21 novembre 2012   | Gearbox Software / Aspyr               | 2K Games                | [ 404 ] |
| Grand Theft Auto: Vice City                              | iOS                               | 6 décembre 2012    | Rockstar North                         | Rockstar Games          | [ 414 ] |
| Herd, Herd, Herd                                         | iOS                               | 6 décembre 2012    | Cat Daddy Games                        | 2K Play                 | [ 415 ] |
| Grand Theft Auto: San Andreas                            | PlayStation 3                     | 11 décembre 2012   | Rockstar North                         | Rockstar Games          | [ 416 ] |
| Grand Theft Auto: Vice City                              | Android                           | 12 décembre 2012   | Rockstar North                         | Rockstar Games          | [ 410 ] |
| Bully                                                    | PlayStation 3                     | 18 décembre 2012   | Rockstar Vancouver                     | Rockstar Games          | [ 417 ] |
| Midnight Club 3: DUB Edition                             | PlayStation 3                     | 18 décembre 2012   | Rockstar San Diego                     | Rockstar Games          | [ 418 ] |
| Red Dead Revolver                                        | PlayStation 3                     | 18 décembre 2012   | Rockstar San Diego                     | Rockstar Games          | [ 419 ] |
| Dora the Explorer: Dora Saves the Mermaids               | PlayStation 3                     | 8 janvier 2013     | Totally Games                          | 2K Play                 | [ 420 ] |
| Go, Diego, Go! Great Dinosaur Rescue                     | PlayStation 3                     | 8 janvier 2013     | High Voltage Software                  | 2K Play                 | [ 421 ] |
| Herd, Herd, Herd                                         | Android                           | 9 janvier 2013     | Cat Daddy Games                        | 2K Play                 | [ 410 ] |
| Grand Theft Auto: Vice City                              | PlayStation 3                     | 25 janvier 2013    | Rockstar North                         | Rockstar Games          | [ 422 ] |
| Major League Baseball 2K13                               | PlayStation 3                     | 5 mars 2013        | Visual Concepts                        | 2K Sports               | [ 423 ] |
| Major League Baseball 2K13                               | Xbox 360                          | 5 mars 2013        | Visual Concepts                        | 2K Sports               | [ 423 ] |
| Midnight Club: Street Racing                             | PlayStation 3                     | 5 mars 2013        | Rockstar San Diego                     | Rockstar Games          | [ 424 ] |
| Midnight Club II                                         | PlayStation 3                     | 5 mars 2013        | Rockstar San Diego                     | Rockstar Games          | [ 425 ] |
| BioShock Infinite                                        | Microsoft Windows                 | 26 mars 2013       | Irrational Games                       | 2K Games                | [ 426 ] |
| BioShock Infinite                                        | PlayStation 3                     | 26 mars 2013       | Irrational Games                       | 2K Games                | [ 426 ] |
| BioShock Infinite                                        | Xbox 360                          | 26 mars 2013       | Irrational Games                       | 2K Games                | [ 426 ] |
| Grand Theft Auto: Liberty City Stories                   | PlayStation 3                     | 2 avril 2013       | Rockstar Leeds                         | Rockstar Games          | [ 427 ] |
| Grand Theft Auto: Vice City Stories                      | PlayStation 3                     | 2 avril 2013       | Rockstar Leeds                         | Rockstar Games          | [ 428 ] |
| XCOM: Enemy Unknown                                      | Mac                               | 25 avril 2013      | Firaxis Games / Feral Interactive      | 2K Games                | [ 429 ] |
| Haunted Hollow                                           | iOS                               | 2 mai 2013         | Firaxis Games                          | 2K Games                | [ 430 ] |
| Pro Baseball 2K                                          | Microsoft Windows                 | 2 mai 2013         | Visual Concepts / Nexon                | 2K Sports               | [ 431 ] |
| Sid Meier's Ace Patrol                                   | iOS                               | 9 mai 2013         | Firaxis Games                          | 2K Games                | [ 432 ] |
| Manhunt                                                  | PlayStation 3                     | 14 mai 2013        | Rockstar North                         | Rockstar Games          | [ 433 ] |
| The Warriors                                             | PlayStation 3                     | 28 mai 2013        | Rockstar Toronto                       | Rockstar Games          | [ 434 ] |
| Beejumbled                                               | Android                           | 13 juin 2013       | Cat Daddy Games                        | 2K Play                 | [ 435 ] |
| Beejumbled                                               | iOS                               | 13 juin 2013       | Cat Daddy Games                        | 2K Play                 | [ 435 ] |
| Max Payne 3                                              | Mac                               | 20 juin 2013       | Rockstar Vancouver                     | Rockstar Games          | [ 436 ] |
| XCOM: Enemy Unknown                                      | iOS                               | 20 juin 2013       | Firaxis Games                          | 2K Games                | [ 437 ] |
| BioShock Infinite                                        | Mac                               | Q2-Q3 2013         | Irrational Games / Aspyr               | 2K Games                | [ 438 ] |
| Turd Birds                                               | iPhone, iPad, iPod touch, Android | 12 juillet 2013    | Cat Daddy Games                        | 2K Play                 | [ 439 ] |
| The Bureau: XCOM Declassified                            | Microsoft Windows                 | 20 août 2013       | 2K Marin                               | 2K Games                | [ 440 ] |
| The Bureau: XCOM Declassified                            | PlayStation 3                     | 20 août 2013       | 2K Marin                               | 2K Games                | [ 440 ] |
| The Bureau: XCOM Declassified                            | Xbox 360                          | 20 août 2013       | 2K Marin                               | 2K Games                | [ 440 ] |
| Grand Theft Auto V                                       | PlayStation 3                     | 17 septembre 2013  | Rockstar North                         | Rockstar Games          | [ 441 ] |
| Grand Theft Auto V                                       | Xbox 360                          | 17 septembre 2013  | Rockstar North                         | Rockstar Games          | [ 441 ] |
| NBA 2K14                                                 | Microsoft Windows                 | 1er octobre 2013   | Visual Concepts                        | 2K Sports               | [ 431 ] |
| NBA 2K14                                                 | PlayStation 3                     | 1er octobre 2013   | Visual Concepts                        | 2K Sports               | [ 431 ] |
| NBA 2K14                                                 | Xbox 360                          | 1er octobre 2013   | Visual Concepts                        | 2K Sports               | [ 431 ] |
| WWE 2K14                                                 | PlayStation 3                     | 29 octobre 2013    | Yuke's / Visual Concepts               | 2K Sports               | [ 442 ] |
| WWE 2K14                                                 | Xbox 360                          | 29 octobre 2013    | Yuke's / Visual Concepts               | 2K Sports               | [ 442 ] |
| NBA 2K14                                                 | PlayStation 4                     | 2013               | Visual Concepts                        | 2K Sports               | [ 443 ] |
| NBA 2K14                                                 | Xbox One                          | 2013               | Visual Concepts                        | 2K Sports               | [ 443 ] |
| Agent                                                    | PlayStation 3                     | TBD                | Rockstar North                         | Rockstar Games          | [ 444 ] |
| Civilization Online                                      | Microsoft Windows                 | TBD                | Firaxis Games / XL Games               | 2K Games                | [ 445 ] |
| Evolve                                                   | TBD                               | TBD                | Turtle Rock Studios                    | TBD                     | [ 446 ] |

Note : TBD signifie to be defined, soit « pas encore défini ».